# Bugey
Pour les articles homonymes, voir Bugey (AOC) et Le Bugey (société savante).
Le Bugey est une région montagneuse naturelle (Crêtes du Colombier) et historique, située principalement dans le département français de l'Ain en région Auvergne-Rhône-Alpes, entre Lyon et Genève. Il fait partie des sept régions naturelles du département de l'Ain avec la Bresse savoyarde, le Revermont, la Dombes, le Val de Saône, la Côtière et le pays de Gex.
Sa partie nord et sud-orientale est constituée principalement de l'extrémité méridionale de la chaîne des montagnes du Jura. Le Bugey est principalement jurassien. Il est subdivisé en deux sous-régions : le Haut-Bugey et le Bas-Bugey. Le nord ouest du Bugey domine le lac du Bourget.
Le point culminant du Bugey est le massif du Grand Colombier avec une altitude de 1 534 m au sommet qui offre une vue panoramique sur toute la chaîne des Alpes.
Le Bugey compte deux stations de ski avec le plateau de Hauteville (altitude 1 230 m), dans l'Ain, constitué de huit petites municipalités typiquement jurassiennes : Hauteville-Lompnes, Cormaranche-en-Bugey, Champdor, Corcelles, Thézillieu, Prémillieu, Aranc, Corlier, et avec Les Plans d'Hotonnes (altitude 1 150 m) situés sur le plateau de Retord (crêtes, altitude 1 322 m).
Ses habitants sont les Bugistes ou les Bugeysiens.
Le Bugey est célèbre pour ses actions de résistance durant la Seconde Guerre mondiale où de nombreux maquisards avaient trouvé refuge dans les montagnes et forêts du massif.

## Géographie

### Limites du Bugey
Les frontières du Bugey sont délimitées par le coude du Rhône de l'est au sud (qui le sépare du plateau de l'Isle-Crémieu (Bas-Dauphiné) ; la rivière Ain marque la limite occidentale. Les confins de la partie nord sont sujets à controverse. Le baron Achille Raverat, dans son ouvrage publié en 1867 et traitant des vallées du Bugey, définit la limite nord à la  Valserine ; l'usage généralement accepté est d'incorporer les communes du département de l'Ain au Bugey. 
La région du Revermont, étant située à l'ouest de la rive droite de l'Ain, ne fait pas partie du Bugey. La frontière entre les départements de l'Ain et du Jura est donc celle du Bugey.

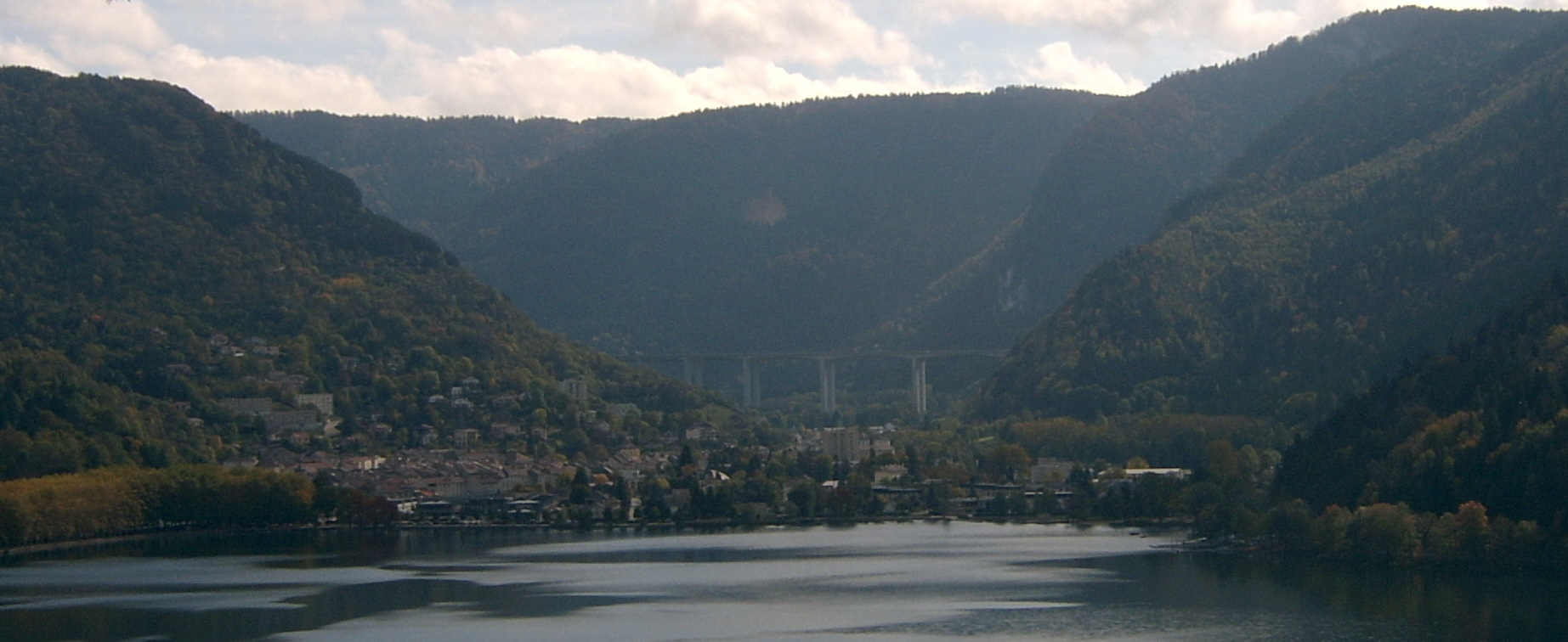
Nantua, dans le Haut-Bugey.
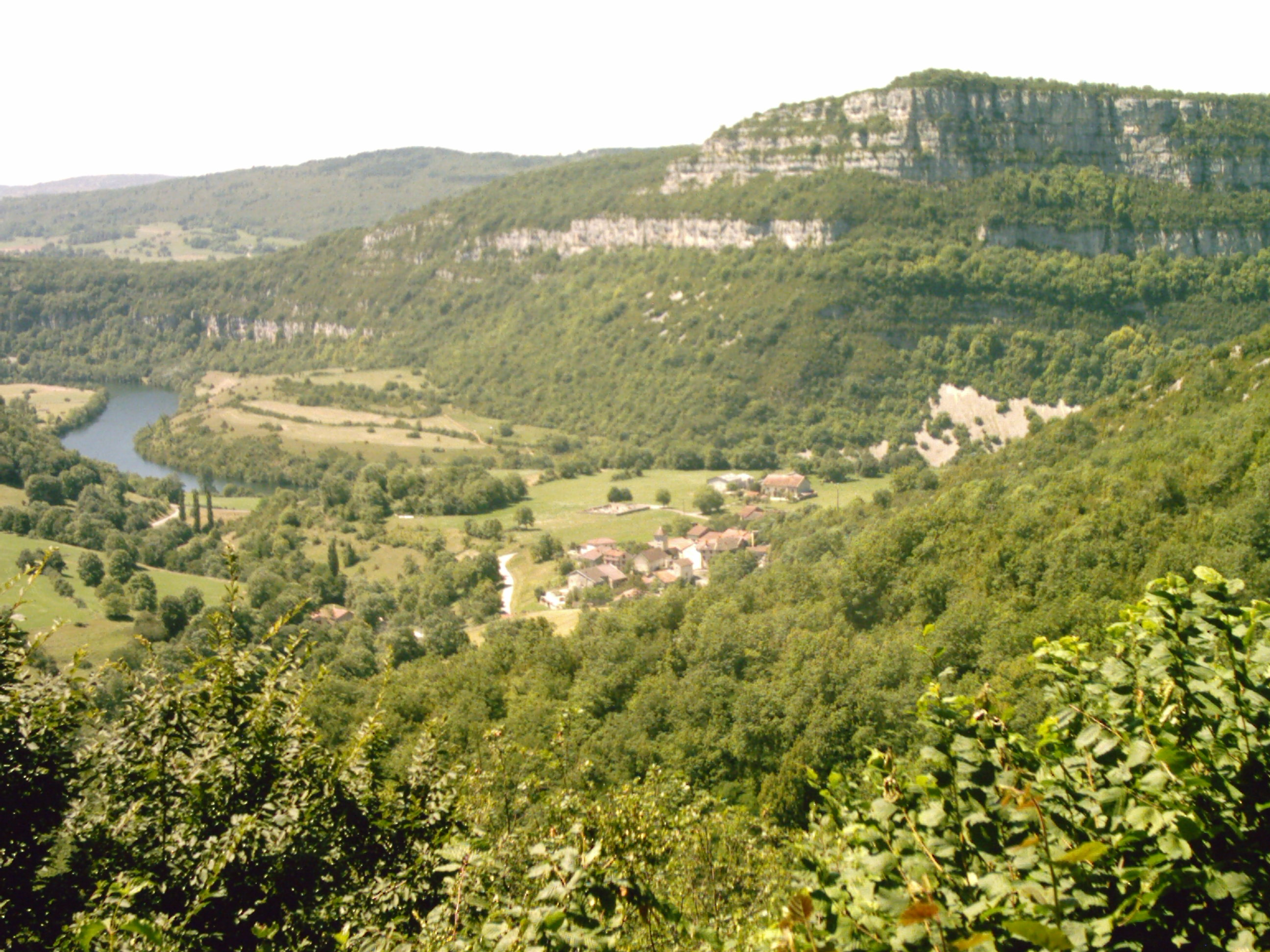
Une vue du Bas-Bugey (massif karstique du Jarbonnet dominant les méandres de l'Ain).

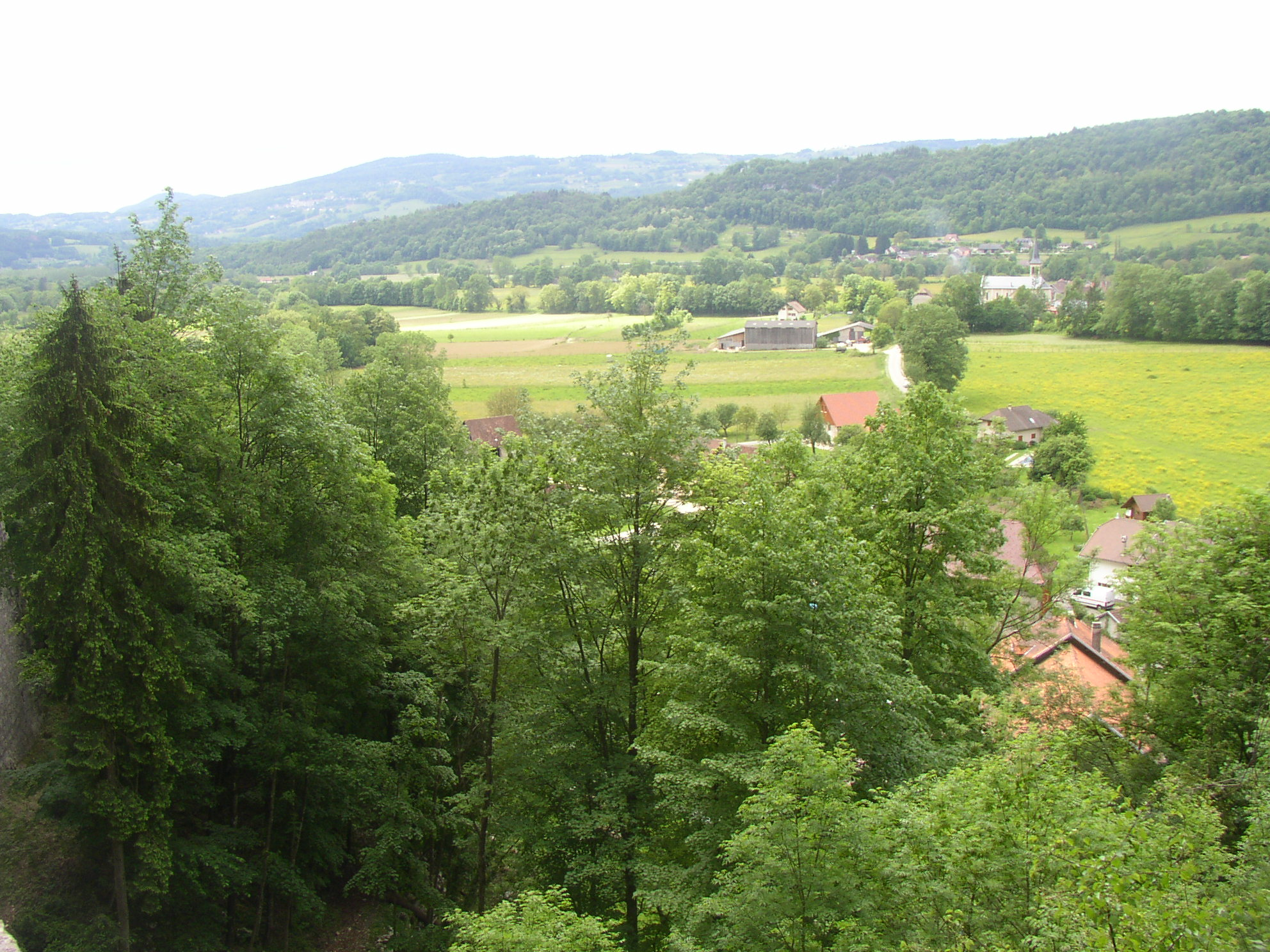
Paysage du Petit-Bugey.
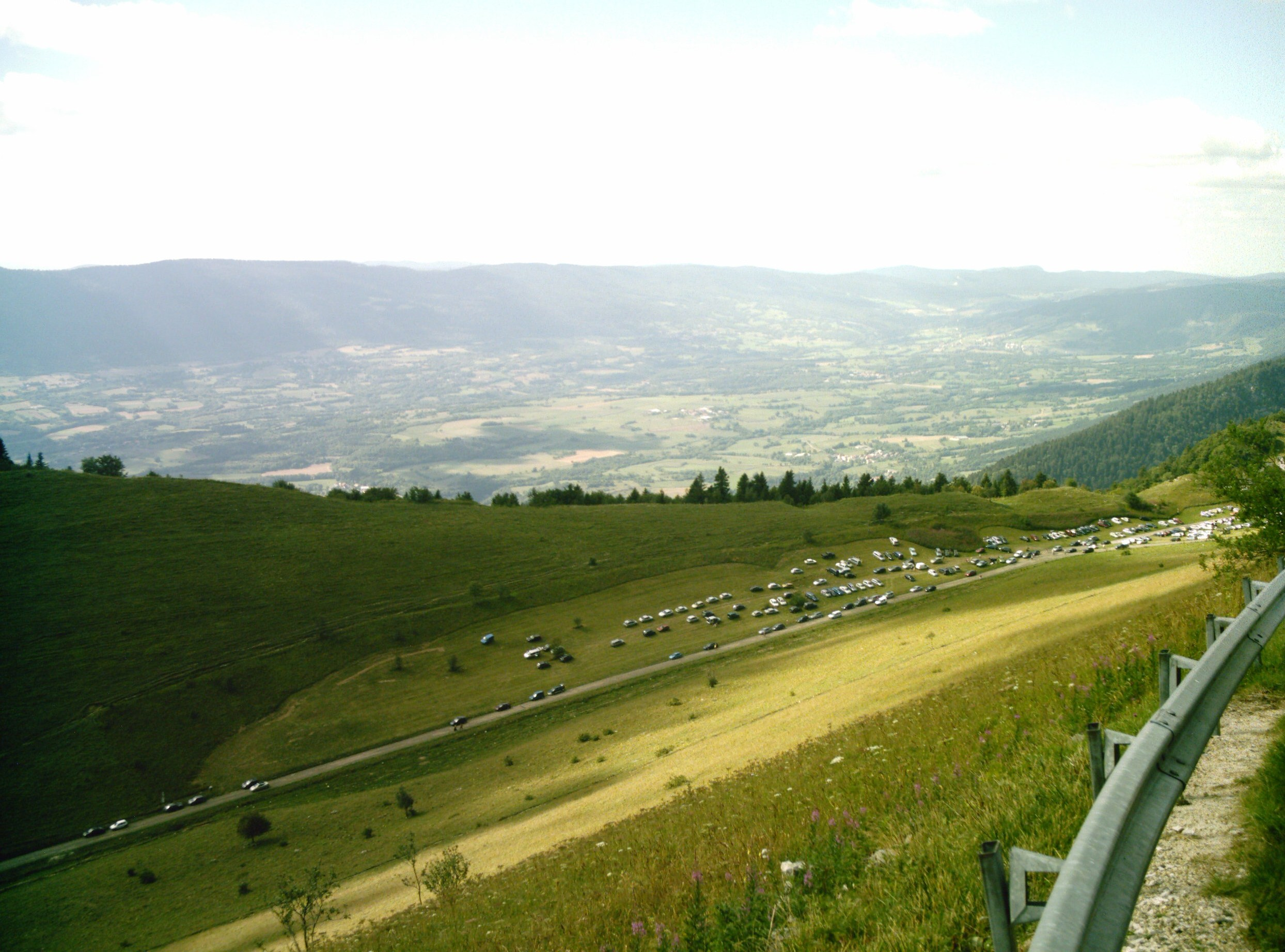
Le Valromey, depuis le col du Grand Colombier.

#### Haut-Bugey
Le Haut-Bugey, ou « Bugey Noir », est la partie nord de la région du Bugey. Il forme approximativement un triangle entre les villes d'Oyonnax au nord, Poncin à l'ouest et Valserhône à l'est. Il correspond à peu près à l'arrondissement de Nantua.

#### Bas-Bugey
Le Bas-Bugey, ou « Bugey blanc », est la partie sud de la région du Bugey. Le Bas-Bugey se trouve au sud de la ligne imaginaire Poncin-Valserhône. Il correspond à peu près à l'arrondissement de Belley.

#### Petit-Bugey
Le Petit-Bugey (ou Bugey savoyard) fait partie du Bugey historique, le « pagus Bellicensis » qui dépendait de l'évêché de Belley et, dès le XIe siècle, de la maison de Savoie. Il est situé au nord-ouest de la Savoie.
Les limites du Petit Bugey étaient formées par le Rhône, le canal de Savière, la crête du mont du Chat (1 496 m) et de la chaîne de l'Épine dominant le lac du Bourget et par le cours du Guiers. Le Petit-Bugey comprenait donc aussi une partie du canton de Ruffieux.
Par le traité de Lyon de 1601, le duc de Savoie perdit la majeure partie du Bugey, sauf celle située sur la rive gauche du Rhône qui est restée savoyarde. Malgré cette scission, le Petit-Bugey a continué à faire partie du diocèse de Belley jusqu'en 1804, date de sa réunion au diocèse de Chambéry par le Concordat. Ses principales villes sont Saint-Genix sur Guiers, Pont-de-Beauvoisin, Yenne, les Échelles et Novalaise : il fait partie du territoire baptisé en 1985 « Avant-pays savoyard ».

#### Le cas du Valromey
Une des principales transitions géographiques entre Haut-Bugey et Bas-Bugey se réalise dans la vallée du Valromey, vallée drainée par le Séran. Le Valromey s'ouvre au sud, à Artemare ; au nord, il se poursuit par le plateau de Retord.
Cette région historique était à l'origine autonome et distincte du Bugey ; d'ailleurs le Bugey et le Valromey ont tous deux été explicitement adjoints à la France à la suite du traité de Lyon du 17 janvier 1601.
Assimilé au Bugey, le Valromey n'en garde pas moins une certaine spécificité, de par sa double polarisation, à la fois vers le Haut-Bugey et vers le Bas-Bugey. Si on retient la simplification administrative présentée ci-dessous, sur les dix-sept communes actuelles qui composent le Valromey, treize communes se rattacheraient du Bas-Bugey : Artemare, Belmont-Luthézieu, Béon, Brénaz, Champagne-en-Valromey, Chavornay, Lochieu, Lompnieu, Ruffieu, Songieu, Sutrieu, Talissieu, Vieu et Virieu-le-Petit ; pour trois communes au Haut-Bugey : Hotonnes, Le Grand-Abergement et Le Petit-Abergement. Ce constat rend donc impossible une adjonction totale du Valromey contemporain à l'une ou l'autre des deux subdivisions du Bugey.

### Climat
Le Bugey connait un climat montagnard sur les hauteurs, à l'image notamment de Brénod, Champdor, Corlier et de Oncieu, et des étés chauds propres à un climat semi-continental dans les plaines et vallées, propices à la culture de certains cépages, mais avec des précipitations importantes. Les hivers marqués par l'influence montagnarde, sont un peu adoucis par les dernières influences océaniques venant buter sur les montagnes, apportant des précipitations importantes au pied des reliefs.
Oyonnax est la commune la plus peuplée du Bugey et est située dans le massif du Jura à une altitude de 540 mètres. Elle est située dans le Haut-Bugey. La température moyenne dans la commune est de 9,6 °C avec des valeurs moyennes minimale variant entre −2 °C en janvier et 24 °C en juillet et en août. 980 mm de précipitations ont été mesurées. Le tableau ci-dessous détaille ces données pour l'année 2007 :
| Mois                              | jan. | fév. | mars | avril | mai | juin | jui. | août | sep. | oct. | nov. | déc. | année |
| --------------------------------- | ---- | ---- | ---- | ----- | --- | ---- | ---- | ---- | ---- | ---- | ---- | ---- | ----- |
| Température minimale moyenne (°C) | −2   | −1   | 1    | 3     | 7   | 11   | 12   | 11   | 9    | 6    | 2    | −1   | 5     |
| Température moyenne (°C)          | 1    | 2    | 5    | 9     | 13  | 17   | 19   | 18   | 15   | 10   | 5    | 2    | 9,6   |
| Température maximale moyenne (°C) | 3    | 6    | 9    | 13    | 18  | 22   | 24   | 24   | 21   | 14   | 8    | 4    | 13,8  |
| Précipitations (mm)               | 74   | 74   | 74   | 61    | 71  | 84   | 66   | 79   | 79   | 74   | 89   | 81   | 980   |

La station météorologique d'Ambérieu-en-Bugey est située en plaine à une altitude de 250 mètres et se trouve dans le Bas-Bugey. La température moyenne mesurée est de 10,7 °C avec des valeurs moyennes variant entre −1,7 °C en janvier et 26,2 °C en juillet. 1 153 mm de précipitations réparties sur toute l'année ont été mesurées. Le tableau ci-dessous détaille ces données entre 1961 et 1990 :
| Mois                              | jan. | fév. | mars  | avril | mai   | juin | jui. | août | sep. | oct.  | nov. | déc.  | année |
| --------------------------------- | ---- | ---- | ----- | ----- | ----- | ---- | ---- | ---- | ---- | ----- | ---- | ----- | ----- |
| Température minimale moyenne (°C) | −1,7 | −0,3 | 1,4   | 4,2   | 8,3   | 11,2 | 13,4 | 12,9 | 10,5 | 7,1   | 2,3  | −0,8  | 5,7   |
| Température moyenne (°C)          | 1,8  | 3,7  | 6,4   | 9,6   | 13,8  | 17,1 | 19,8 | 19,1 | 16,3 | 11,8  | 6,1  | 2,5   | 10,7  |
| Température maximale moyenne (°C) | 5,3  | 7,8  | 11,4  | 15,1  | 19,3  | 23,1 | 26,2 | 25,3 | 22   | 16,4  | 9,9  | 5,7   | 15,6  |
| Précipitations (mm)               | 93,8 | 86,9 | 100,8 | 93,9  | 111,5 | 98,2 | 66,5 | 91,6 | 98,1 | 102,7 | 107  | 102,1 | 1 153 |

### Géologie

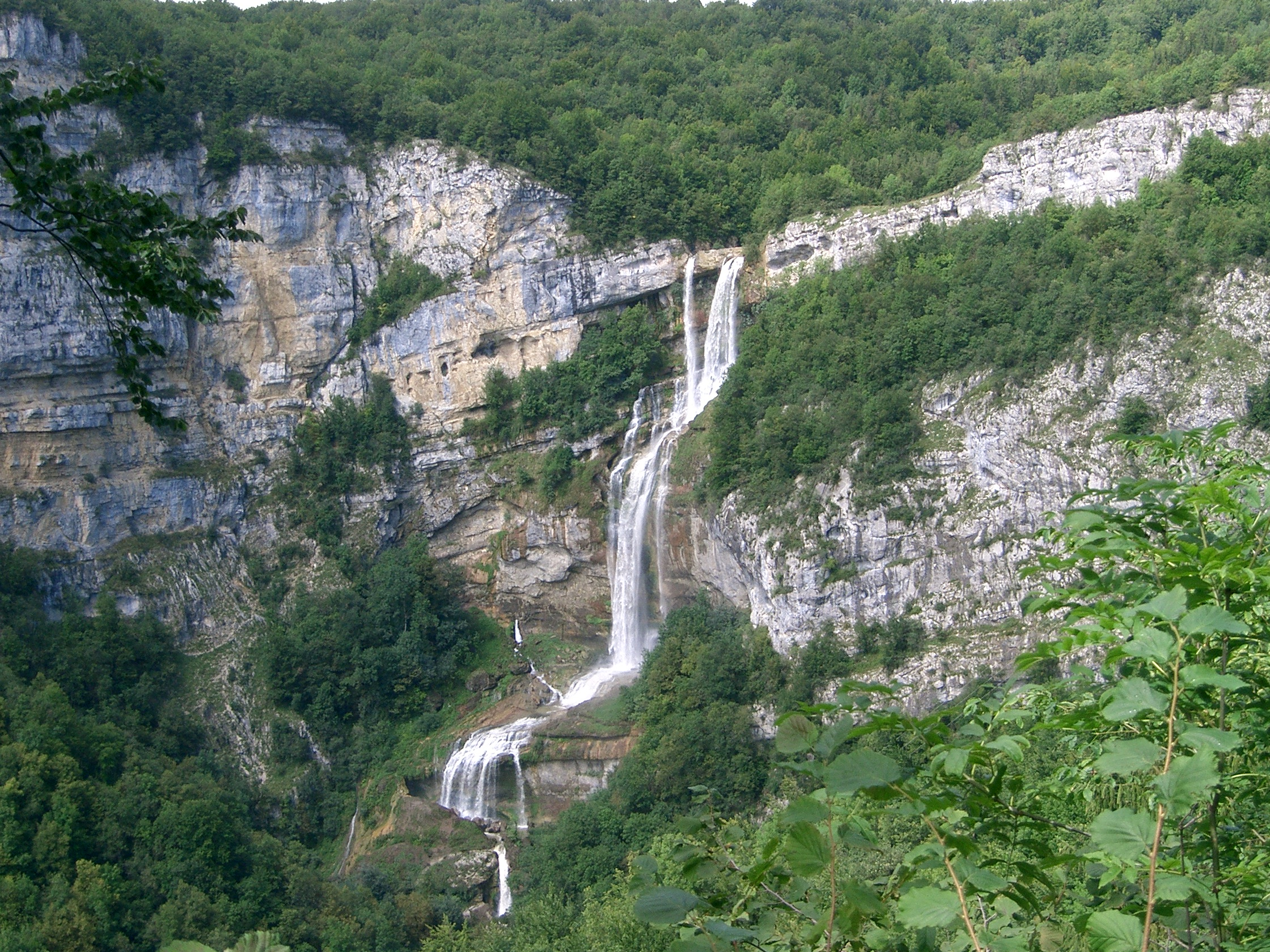
L'Albarine :
cascade de la Charabotte.

D'un point de vue géomorphologique, le Bugey est un relief montagneux, partiellement  karstifié, qui est la prolongation méridionale du Jura, composé :
- d'une bordure occidentale formant une structure complexe faite de reliefs et de vallées souvent discontinues
- de la partie nord-est présentant une alternance de monts et de vaux plus régulière
- de la cluse de l’Albarine-Les Hôpitaux coupant en oblique la partie sud
- de la cluse de Nantua coupant la partie nord
- du bassin de Belley se poursuivant jusqu’à Culoz

L'âge des roches calcaires du Bugey se situe le plus souvent entre le Jurassique pour les anticlinaux et le Crétacé pour les synclinaux. On trouve également à l'affleurement des sédiments tertiaires (molasse miocène dans le bassin de Belley, par exemple), et de grandes surfaces sont recouvertes de dépôts glaciaires ou post-glaciaires.
Le socle primaire n'affleure pas dans le Bugey. Il a été reconnu par sondages. Il est composé de roches métamorphiques, de grès et de schistes. On y trouve en particulier des formations lacustres charbonneuses du Carbonifère puis une épaisse série continentale au Permien constituée d'une alternance de « schistes » (shales) et de grès.

Sur ce socle ancien reposent en discordance des argiles, gypses et grès du Trias qui affleurent peu.
La série du Trias est de type germanique, c'est-à-dire composée de 3 formations :
- le Buntstandstein, en dessous, constitué de grès et de conglomérats continentaux à côtiers ;
- le Muschelkalk, à dominante calcaire comprenant des dolomies et de l’anhydrite ;
- le Keuper, en dessus, caractérisé par des argilites bariolées (vertes, violettes, rouges…) intercalées de niveaux de gypse.

La série jurassique est à dominante calcaire.
- Le Jurassique inférieur (Lias) comprend notamment des couches marneuses fossilifères et un banc à oolithes ferrugineuses ou phosphatées.
- Le Jurassique moyen est formé de calcaires massifs qui forment les reliefs. Les couches du Bajocien et du Bathonien comprennent des calcaires biodétritiques (composée d’au moins 50 % de débris des squelettes d’organismes vivants), oolithiques, à silex, à polypiers. Le Bathonien supérieur et le Callovien présentent des niveaux plus marneux.
- Le Jurassique supérieur est à dominance marneuse à la base (Oxfordien), et calcaire au sommet (Kimméridgien, Tithonien).
- La limite Jurassique-Crétacé est représentée par un faciès laguno-lacustre (Purbeckien), caractérisé par des calcaires plus ou moins bréchiques et des marnes à charophytes.

Les terrains du Crétacé inférieur affleurent surtout dans la partie orientale. Il s’agit de calcaires spathiques et oolithiques à intercalations marneuses puis de marnes et calcaires à glauconie et enfin de calcaires compacts de faciès urgonien à polypiers et rudistes.
Les dépôts tertiaires sont visibles à l’Est dans la région de Valserhône, dans le bassin de Belley, et le long de la bordure occidentale où ils sont chevauchés par la série secondaire. Ce sont des dépôts détritiques lacustres (sables, grès argileux, argiles, galets…) datés de l’Oligocène et des molasses marines et dépôts lacustres du Miocène. Des alluvions fluviatiles anciennes, comme dans la région d’Ambérieu, sont datées de la fin du Tertiaire (Villafranchien).
Le Quaternaire est représenté par des dépôts glaciaires, des alluvions lacustres et fluviatiles post-glaciaires et des éboulis. En effet, une grande partie du Bugey a été recouverte par des glaciers lors des périodes froides du Quaternaire. En plus des glaciers locaux formés sur place, le Bugey a été recouvert par des glaciers provenant des Alpes (glacier du Rhône, glacier descendant des Alpes par la cluse de Chambéry et le lac du Bourget). Les surcreusements des vallées par les glaciers sont à l'origine des nombreux lacs qui recouvrent la région (ex. Lac de Nantua), mais aussi des nombreuses zones marécageuses humides comme le marais de Lavours, qui correspondent à d'anciens lacs comblés par des sédiments apportés par les cours d'eau.
Les plissements sont bien visibles selon les affleurements et les falaises. Certains sont assez remarquables lorsque l'on remonte la vallée de l'Albarine, au niveau de Saint-Rambert-en-Bugey.
Ce massif continue au-delà du Rhône, en Savoie, et constitue le « Petit Bugey » qui est désormais connu comme Avant-Pays savoyard.
Le point culminant du Bugey est le Grand Colombier 1 534 mètres. C'est aussi l'un des plus hauts sommets du massif du Jura.
Le Bugey bien connu des randonneurs compte deux grands lacs, une cascade et un barrage célèbres :
- Lac de Nantua (origine glaciaire), 475 m d'altitude, site naturel classé
- Lac de Sylans, 584 m d'altitude, site naturel classé
- Lac Génin, lac (dit petit Canada) jurassien, 850 m d'altitude, où le patin glace se pratique l'hiver
- Cascade du Luizet[8] sur la rivière le Trefond connu pour ses descentes en canyoning
- Barrage de Génissiat : au moment de son inauguration, il est le plus important ouvrage hydraulique d'Europe occidentale et contribue au redressement de la France d'après-guerre

## Écologie
L’environnement du massif du Bugey est assez préservé, avec une concomitance d'alpages, de falaises, de vallées, de forêts, de grottes et de marais.
Parmi les mammifères, on peut observer dans les plaines ou le massif montagneux : le Lynx boréal (animal emblématique du Bugey), le chamois, le loup, le chevreuil, le renard, le cerf, l'hermine, le castor et diverses espèces de chauve-souris dont le rhinolophe euryale.
Pour les oiseaux, on constate une évolution rapide de leur population et répartition : on constate des disparitions d'espèces (Grand tétras, Courlis, Pie grièche grise…) et l'apparition de nouvelles (Aigle royal, Cisticole…). Les différents espaces protégés contribuent à la préservation des espèces patrimoniales (Gorge-bleue, Gélinotte des bois, Faucon pèlerin…). Le Bugey se situe sur un important axe de migration surtout en automne reliant l’Europe (continentale, scandinave) et le bassin méditerranéen puis l’Afrique. Cette situation permet d’observer en nombre des espèces non nicheuses (Rémiz penduline, Balbuzard, Busard des roseaux, Cigogne…).

## Histoire

### Héraldique
| Blason de Bugey | Blason  | De gueules au lion d'hermine. |
| Blason de Bugey | Détails | On retrouve le blason du Bugey en quartier de celui du département de l'Ain avec ceux de la Bresse (d'azur au lion contourné d'hermine), du Pays de Gex (d'azur aux trois morailles d'or rangées en pal et au chef d'argent chargé d'un lion issant de gueules), de la Dombes (d'azur aux trois fleurs de lys d'or et au bâton péri en bande de gueules) et la croix tréflée de l'ordre de Saint-Maurice |

### Toponymie
Les premières mentions du pays du Bugey apparaissent dans des chartes sous le nom de pagus Bellicensis dont l'adjectif est issu de Bellicium, le nom d'époque de la commune de Belley car le Bugey dépend alors de l'évêché de Belley.
Vers 1195, et par le jeu des vocalisations transformant la racine Bel- en Beu- et l'adoucissement du c en z, pagus Bellicensis devient Terra de Beuzeis. 

Les mentions de Beugesium apparaissent en 1294[source insuffisante], et Byougesium en 1303[source insuffisante]. 

Viennent ensuite les mentions Beugeys en 1372 ; Terra Beugesii au XVe siècle ; Beugeuis en 1563 ; Beugey en 1613[source insuffisante] ; Pays de Beugeys en 1613 et Bugey en 1722,.

### Repères historiques

#### Préhistoire
Les premières traces d'Homo sapiens dans la région du Bugey remontent à l'Âge de la pierre où des gisements ont été retrouvés dans des grottes à proximité d'Ambérieu-en-Bugey. Les glaciers alpins qui couvraient alors la région se retirent durant le Paléolithique permettant à Homo sapiens de s’implanter dans les différentes grottes de la région comme celles des Hotteaux à Rossillon.

#### Protohistoire
Quelques tombeaux, sous forme de murgers, datant des Âges du bronze et du fer sont également découverts.
Durant l'époque gauloise, les territoires du Bugey sont partagés entre différents peuples : les Séquanes dans le Haut-Bugey, les Ambarres sur une partie ouest, les Allobroges dans le Bas-Bugey et les Helvètes.

#### Antiquité
En 58 av. J.-C. le Bugey est occupé par Rome. Durant la présence romaine, le Bugey bénéficie de sa situation géographique privilégiée ; en effet, la région se trouve à proximité de la péninsule italienne d'une part, et de Lugdunum, alors capitale des Gaules, d'autre part. Des marques de ce développement sont encore visibles dans le Bugey : par exemple, la voie romaine à Belley, ou encore l'aqueduc romain de Vieu. Dans le Haut-Bugey, le temple romain d'Izernore témoigne de la présence romaine. Vers l'an 450, les invasions barbares mettent fin à l'Empire romain. Le peuple burgonde envahit pacifiquement le Bugey et en prend possession. Le territoire appartient ainsi au royaume des Burgondes puis au royaume franc de Bourgogne entre le VIe et IXe siècles puis à celui de Basse Bourgogne jusqu'au Xe siècle.

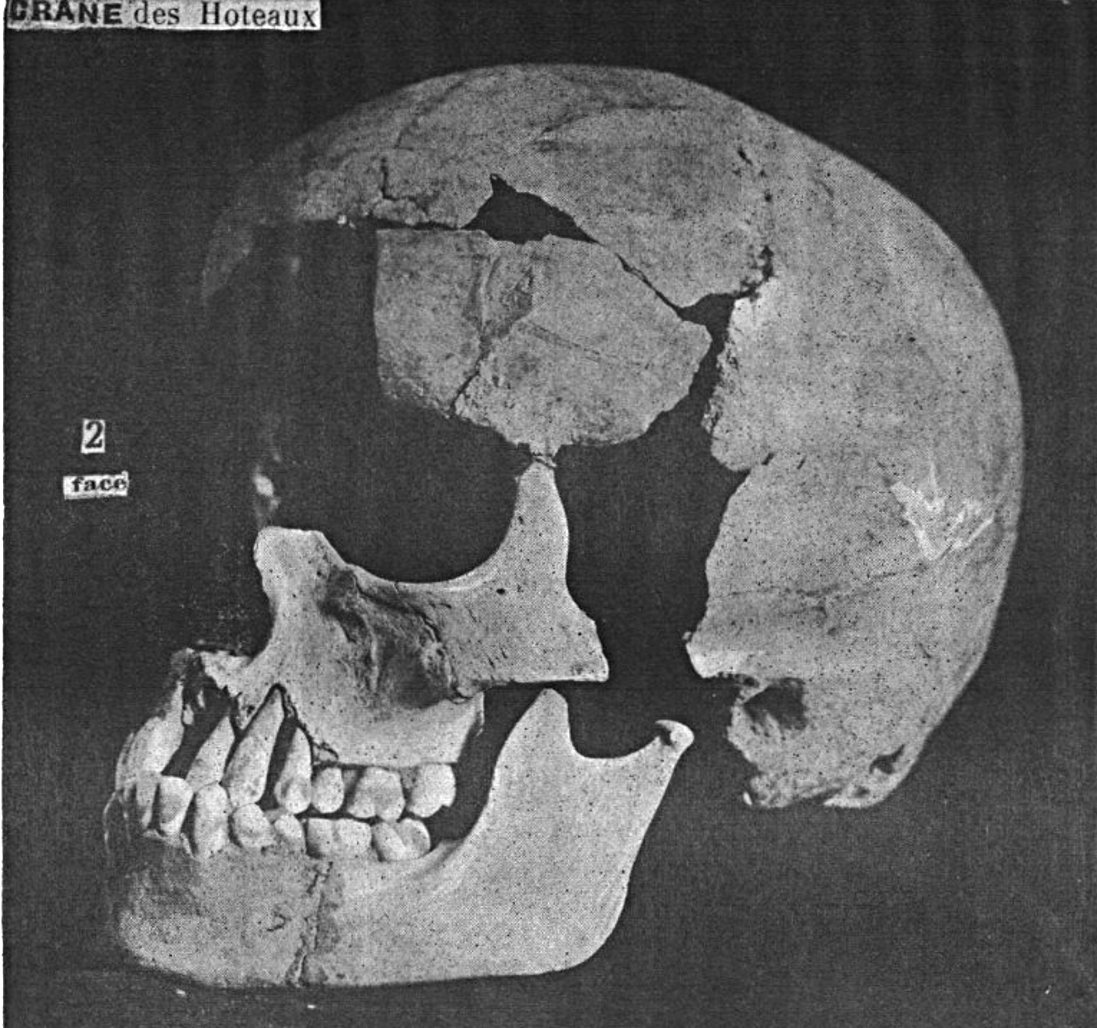
Grotte des Hoteaux, crâne magdalénien découvert par Joseph Tournier et Charles Guillon
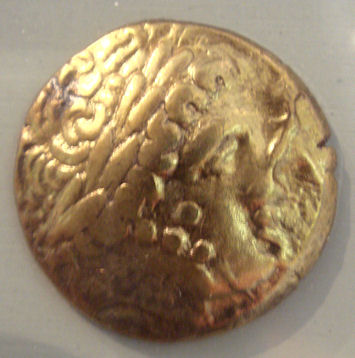
Monnaie d'or ambarre
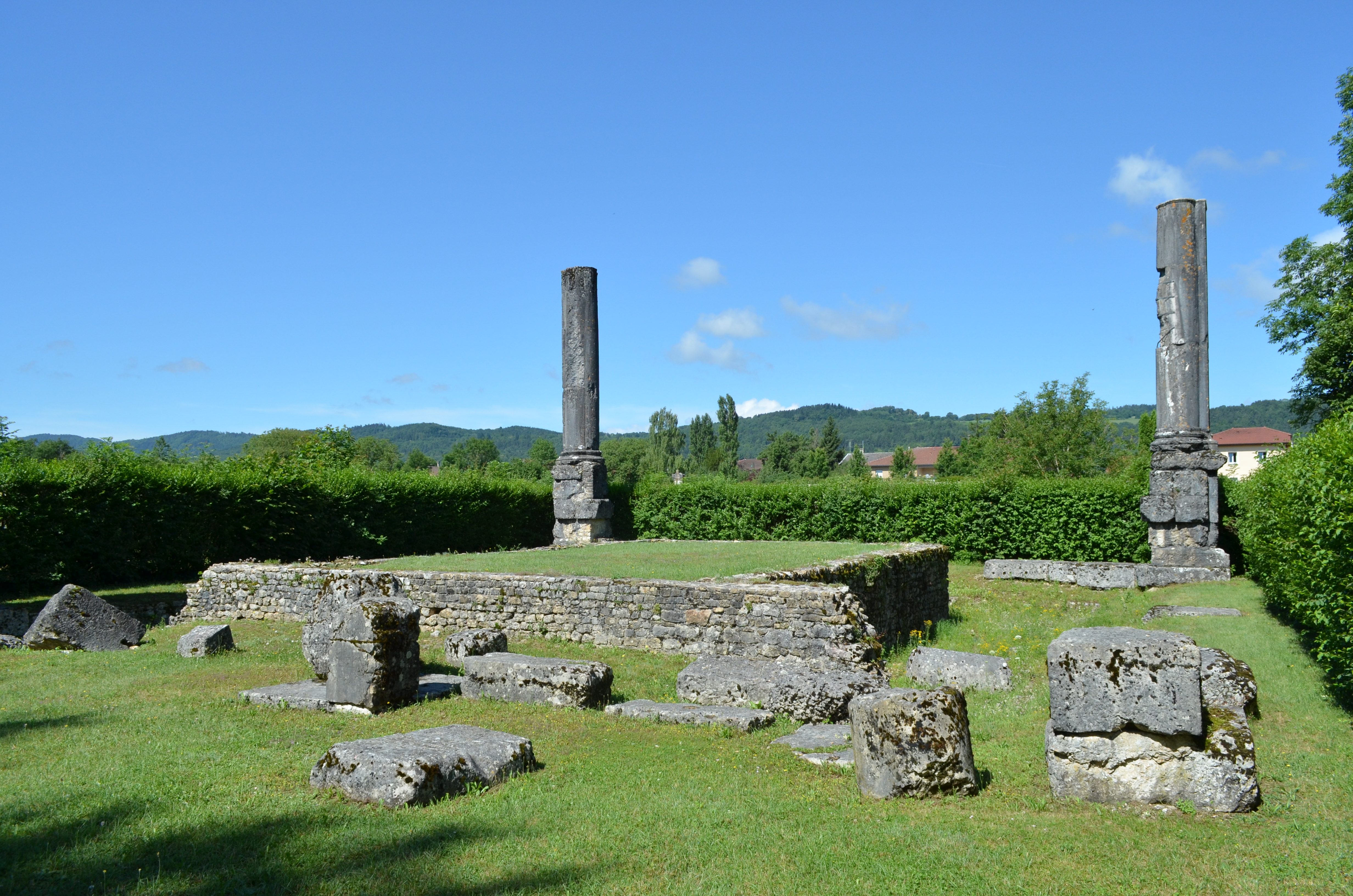
Ruines gallo-romaine d'Izernore
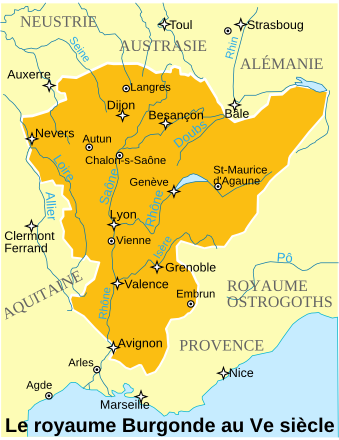
Le royaume Burgonde au Ve siècle
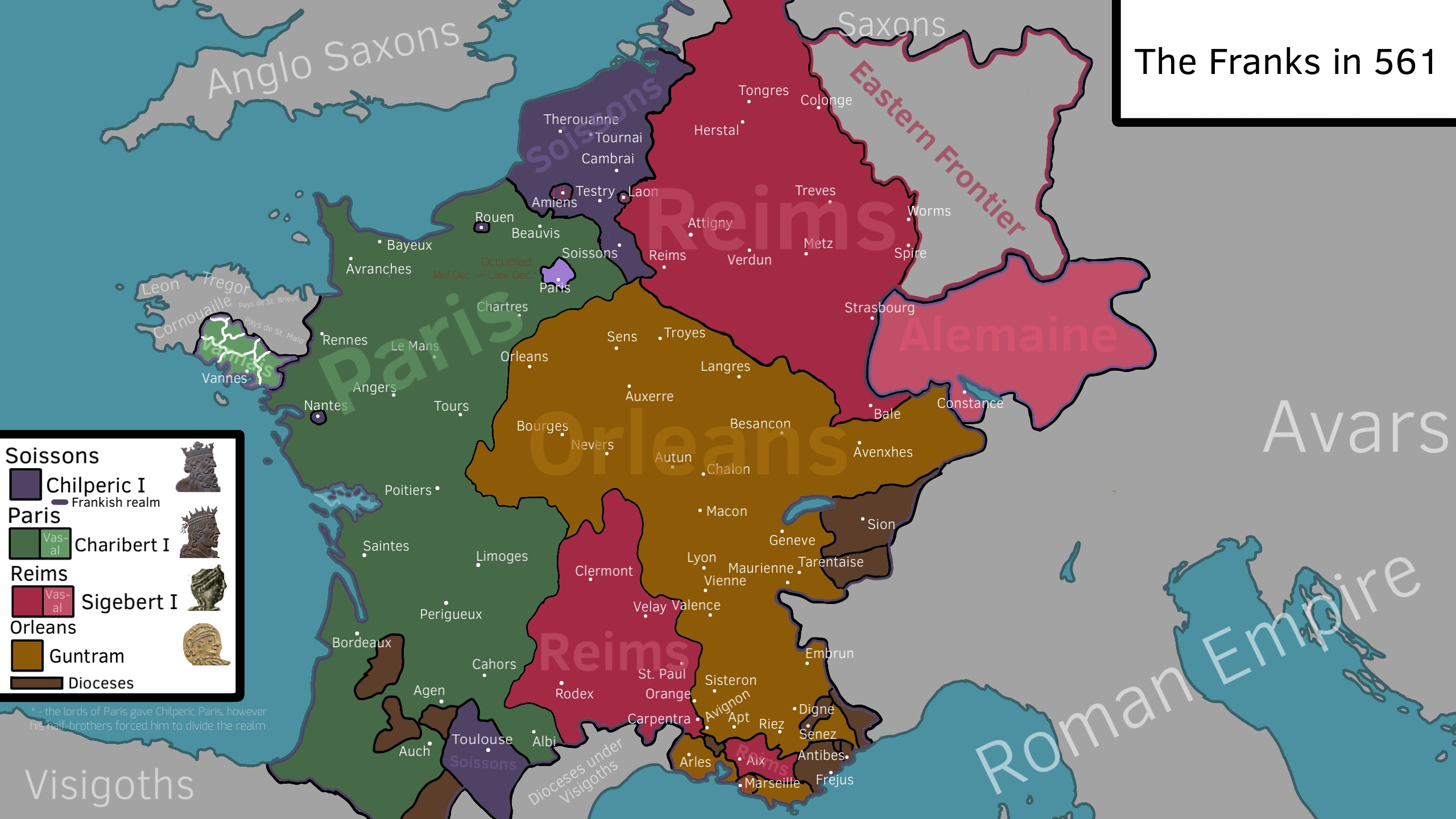
Le royaume de Bourgogne en 561

#### Moyen Âge

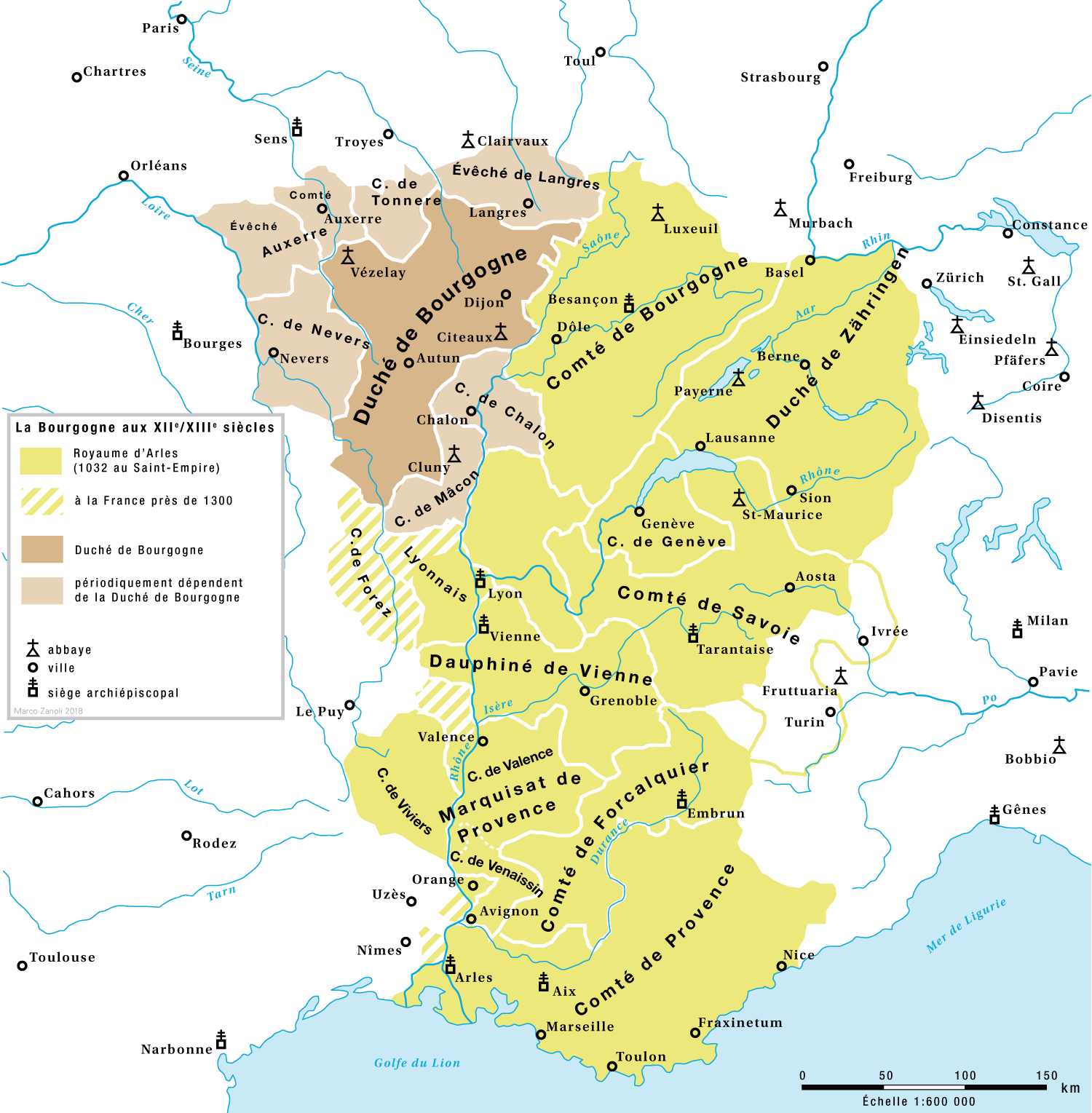
Le royaume d'Arles

La christianisation progresse et le diocèse de Belley est créé au début du VIe siècle. De grandes abbayes bénédictines telles celles de Nantua, Saint-Rambert, Ambronay ou Saint-Benoît s'établissent dans les vallées.
En 843, le traité de Verdun attribue le Bugey au royaume de Lothaire Ier, l'un des trois fils de Louis le Pieux.
Vers 933, Rodolphe II, roi de Haute-Bourgogne, rassemble son royaume et le royaume de Provence dans le « royaume des Deux-Bourgognes » ou « royaume d'Arles », où est intégré de fait, le Bugey jusqu'en 1361.
En 1077, le comte humbertien, Amédée II, reçoit, en raison de son aide apportée à l'empereur Henri IV du Saint-Empire, la confirmation de ses droits sur la seigneurie du Bugey. Son père, le comte et marquis Othon Ier était déjà qualifié de seigneur de la région. L'implantation des premiers Humbertiens, qui donneront naissance à la dynastie de Savoie, semble antérieure. En effet, le premier de cette lignée, le comte Humbert semble issu selon les travaux du médiéviste anglais Charles William Previté-Orton (1877-1947) d'une lignée dite Savoie-Belley,. Cette origine belleysanne est également défendue par l'archiviste vaudois, Maxime Reymond (1872-1951), qui propose comme ancêtres les Vermandois, originaires du diocèse de Belley. Les historiens contemporains, Laurent Ripart ou encore Cyrille Ducourthial, soulignent les nombreuses possessions de ces premiers Humbertiens dans la partie sud du diocèse de Belley,. Le médiéviste François Demotz partage cependant avec ses collègues une implantation majeure en Viennois et avance une origine toutefois bourguignonne. En tout état de cause, l'aîné de la fratrie humbertienne, Odon, est fait évêque de Belley (après 995 mais avant 1001). Le comte Humbert, qui semble être un proche de la reine de Bourgogne Ermengarde, possède notamment des droits sur le comté de Belley.
La maison de Savoie conforte alors sa domination de la région avec le mariage en 1272 du prince Amédée (futur comte de Savoie) avec Sibylle, la fille de Guy II de Baugé (aujourd'hui Bâgé), seigneur souverain de Bresse, héritière universelle de ses biens,,. Plus tard, le duc de Bourgogne cède le Revermont. De la fin du règne de Philippe Ier de Savoie au traité de Paris de 1355, les comtes de Savoie n'ont cessé, comme en Bresse, pendant une période de guerre de mettre en place sur l'ensemble de son territoire une politique administrative, financière, sociale et architecturale, affermissant les réformes initiées par Pierre II de Savoie (1263-1268). Cet expansionnisme se heurte à la politique du Dauphiné qui convoite les mêmes régions. Une guerre d'un demi-siècle oppose les deux camps. De nombreux châteaux forts ou bâties hérissent la contrée : château des Allymes, de Saint-Denis, Château-Gaillard. Également ignoré jusqu’à la fin du Moyen Âge du royaume de France et du Saint-Empire romain germanique, le Bugey est livré aux querelles, à la guerre et à la violence. En 1355, le traité de Paris met fin à la guerre, laissant à la Savoie tous les territoires dauphinois de la rive droite du Rhône ainsi que le Pays de Gex.

#### Époque moderne

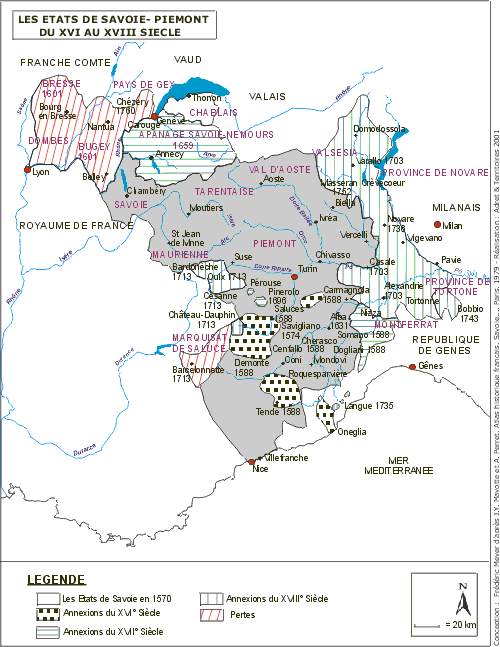
Les états savoyards entre le XVI et le XVIII

Le Bugey, au commencement du XVIe siècle, est un petit pays protégé par son isolement, qui garde une certaine indépendance. La maison de Savoie est au faîte de sa puissance. Le Bugey reste pourtant divisé. Au temps de César, il était partagé entre plusieurs tribus gauloises ; il l’est, quatorze siècles plus tard, entre trois maisons féodales.
Marguerite d'Autriche (1480-1530) reçoit les Pays de l'Ain en héritage. Après sa mort, François Ier, neveu des ducs savoyards, revendique et conquiert la Savoie en 1536. Le Bugey est donc français jusqu'en 1559 où un traité restitue la Savoie et les Pays de l'Ain à son duc. Le Bugey restera savoyard jusqu'en 1601. Henri IV reconquiert le pays et détruit un grand nombre de châteaux.
Le 17 janvier 1601, le traité de Lyon met fin au conflit et les États de Savoie perdent définitivement la Bresse, le Bugey et le pays de Gex, ainsi que le Valromey, en faveur de la France. Le traité d'Auxonne, signé le 15 février 1612, fixe la frontière entre le royaume de France (et donc le Bugey) et le comté de Bourgogne alors possession espagnole.

#### Révolution française
Au XVIIIe siècle, les routes et la petite industrie se développent.
Louis Mandrin, contrebandier devenu "le brigand le plus célèbre de France" sévissait dans la région et disposait de plusieurs cachettes avant qu'il ne soit arrêté. La grotte de Mandrin demeure très réputée dans les contrées accidentées du Bugey savoyard, est située non loin du village de Novalaise et du lac d’Aiguebelette.
Aux premières heures de la Révolution française, Jean Anthelme Brillat-Savarin, né à Belley dans le Bas-Bugey, est député du tiers état à l'Assemblée constituante où il représente d'ailleurs, la région de Belley. Ainsi, il participe aux débats concernant la création du département de l'Ain, le 25 janvier 1790.

#### Époque contemporaine

Le Bugey est situé à proximité de la ligne de démarcation durant l'occupation.

- Le Bugey est situé à proximité de la ligne de démarcation durant l'occupation.Première Guerre mondiale (1914-1918)

Le 133e régiment d'infanterie de ligne est caserné en 1914 à Belley, fort de Pierre-Châtel, au fort des Rousses et au fort l'Ecluse proche de Valserhône. À la mobilisation, il met sur pied son régiment de réserve, le 333e Régiment d'Infanterie
- Seconde Guerre mondiale (1939-1945)

Après l'Armistice du 22 juin 1940, le Bugey se trouve en zone libre, mais à proximité de la ligne de démarcation.

L'armée secrète est particulièrement active dans l'Ain : sur les huit camps de maquisards recensés en 1943, un certain nombre se situe dans le Bugey. Le plus ancien d'entre eux, le camp de Chougeat, qui regroupait une soixantaine de maquisards commandés par Hyvernat, a été établi dès mars 1943.
Le capitaine Henri Romans-Petit conduira la première action d'envergure du maquis de l'Ain et du Haut-Jura :
Le 11 novembre 1943, 200 maquisards défilent en armes à Oyonnax pour le vingt-cinquième anniversaire de l'Armistice de 1918, après s'être procuré des uniformes par la prise du dépôt d'intendance des Chantiers de la jeunesse à Artemare.
À la suite du défilé, les représailles allemandes s’abattirent sur la région, notamment à Oyonnax où le maire Paul Maréchal et son adjoint, Auguste Sonthonnax, furent fusillés le 11 décembre 1943.
Cet acte d'insoumission, relayé par la presse anglo-saxonne, aurait achevé de convaincre Winston Churchill d'armer la Résistance française.
Les villes d'Oyonnax et de Nantua ont reçu la Médaille de la Résistance.

## Culture et patrimoine

### Éléments d'architecture bugiste
Le Bugey étant une région typiquement calcaire, riche en carrières, les constructions bugistes sont traditionnellement construites en pierres, montées au mortier de chaux. Les pierres sont soit apparentes, soit jointoyées. Lorsque les façades sont enduites à la chaux, les encadrements des portes et fenêtres, en pierre de taille, restent le plus souvent apparents.
Les portes des écuries sont typiques de la région et sont en général formées de deux vantaux qui encadrent une porte de service. Ces vantaux s'ouvrent eux-mêmes en deux parties : le haut ouvert seul permet l'aération pendant que le bas reste fermé pour empêcher les animaux de sortir, ou bien le haut fermé seul permet de faire de l'ombre pour garder le frais. Le linteau des portes des granges et des écuries est le plus souvent formé d'une poutre en bois cintrée, soutenue par des pierres de taille.
Les toits à deux pans sont très inclinés. Dans le sud du Bugey, la silhouette caractéristique des habitations est définie par les pignons couverts de lauzes disposées en escaliers (pignon à pas d’oiseaux ou pignon à redents). Sous le large avant-toit des habitations, particulièrement sur le plateau de Retord, se trouve une plateforme en bois qui sert à entreposer le bois. Le dreffia est le nom patois de ces réserves à bois.
Les grangeons, petits bâtiments typiquement bugistes, sont construits dans la vigne. Ils abritent le pressoir et les outils du vigneron. Ils possèdent des murs de pierres droits, une charpente de bois, un toit de tuiles, parfois un étage mansardé.
Les alignements de pierres planes, des lauzes, fichées debout en terre, forment des limites de propriétés typiques du Bugey.

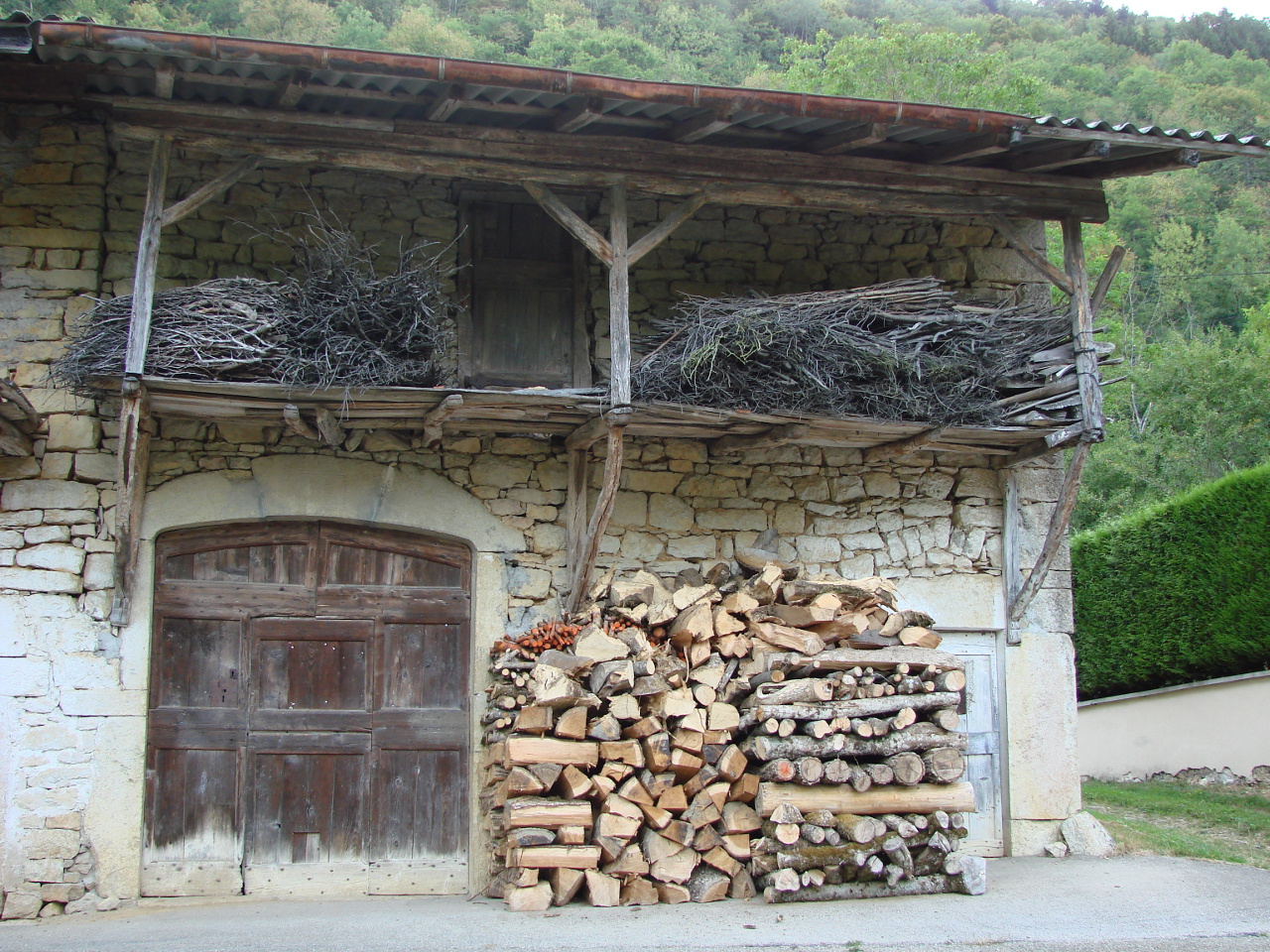
« Dreffia ».
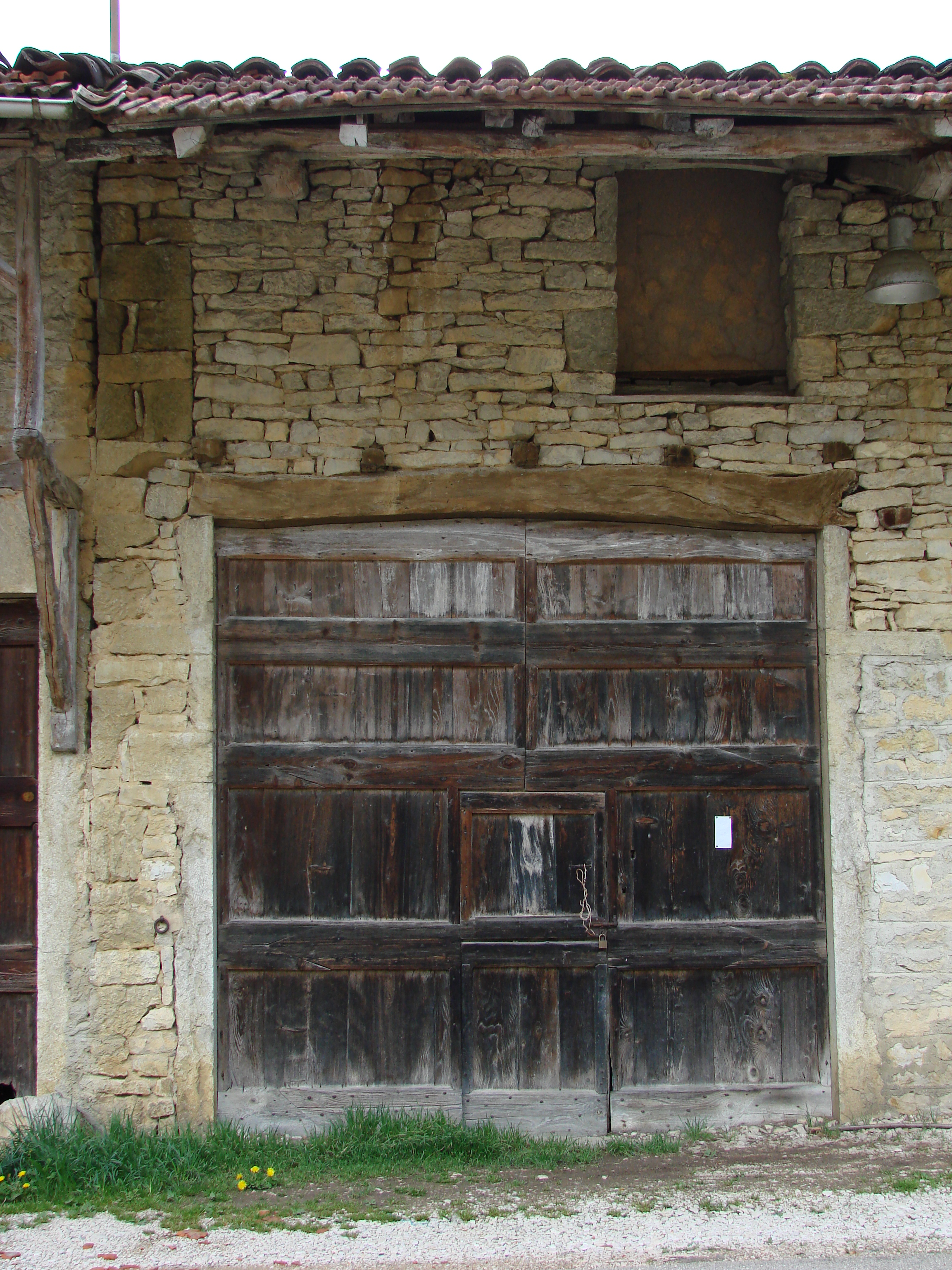
Porte de grange bugiste.
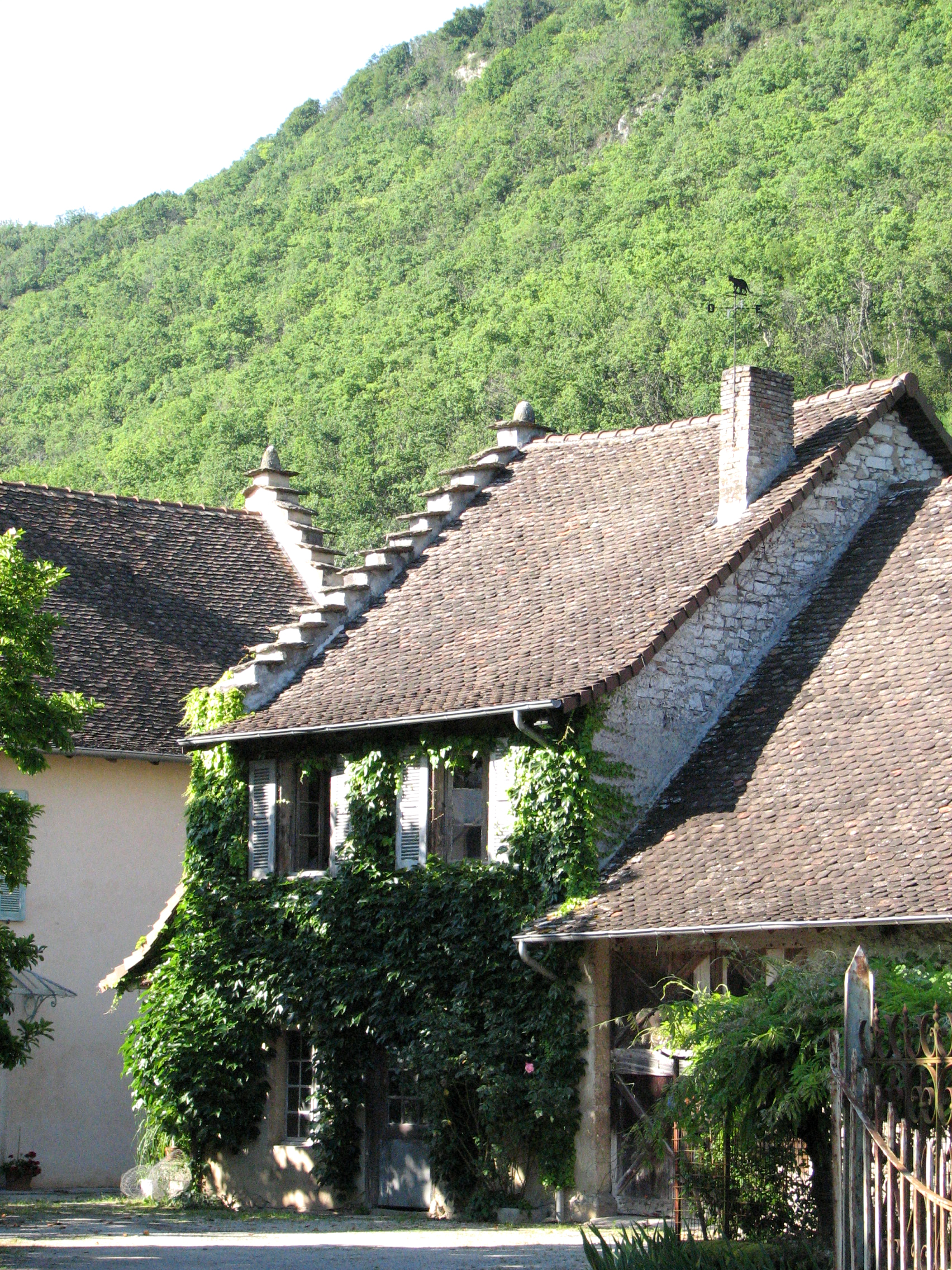
Pignon à redents à Brégnier-Cordon.

Le Bugey est connu à la fin du XIXe siècle par le développement de l'entreprise des glacières, glace naturelle récoltée sur le lac de Sylans, avec une eau d’une grande pureté.
Le village bugiste comporte :
- le four à pain, constitué d'une large voute ouverte, couverte de lauzes, au fond de laquelle se trouve le foyer proprement dit. Deux bancs de pierre contre les murs, sous la voûte, complètent l'édifice. Ces fours sont souvent encore utilisés dans le cadre d'animations locales ;
- le lavoir, le plus souvent accolé à un abreuvoir et formé de deux plans inclinés en pierre se faisant face sous un abri ;
- le travail, pour le ferrage des bêtes.

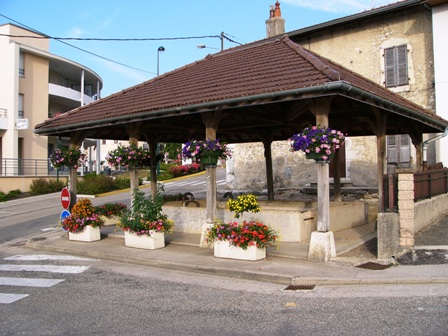
Le lavoir de Marchon, près d'Arbent.
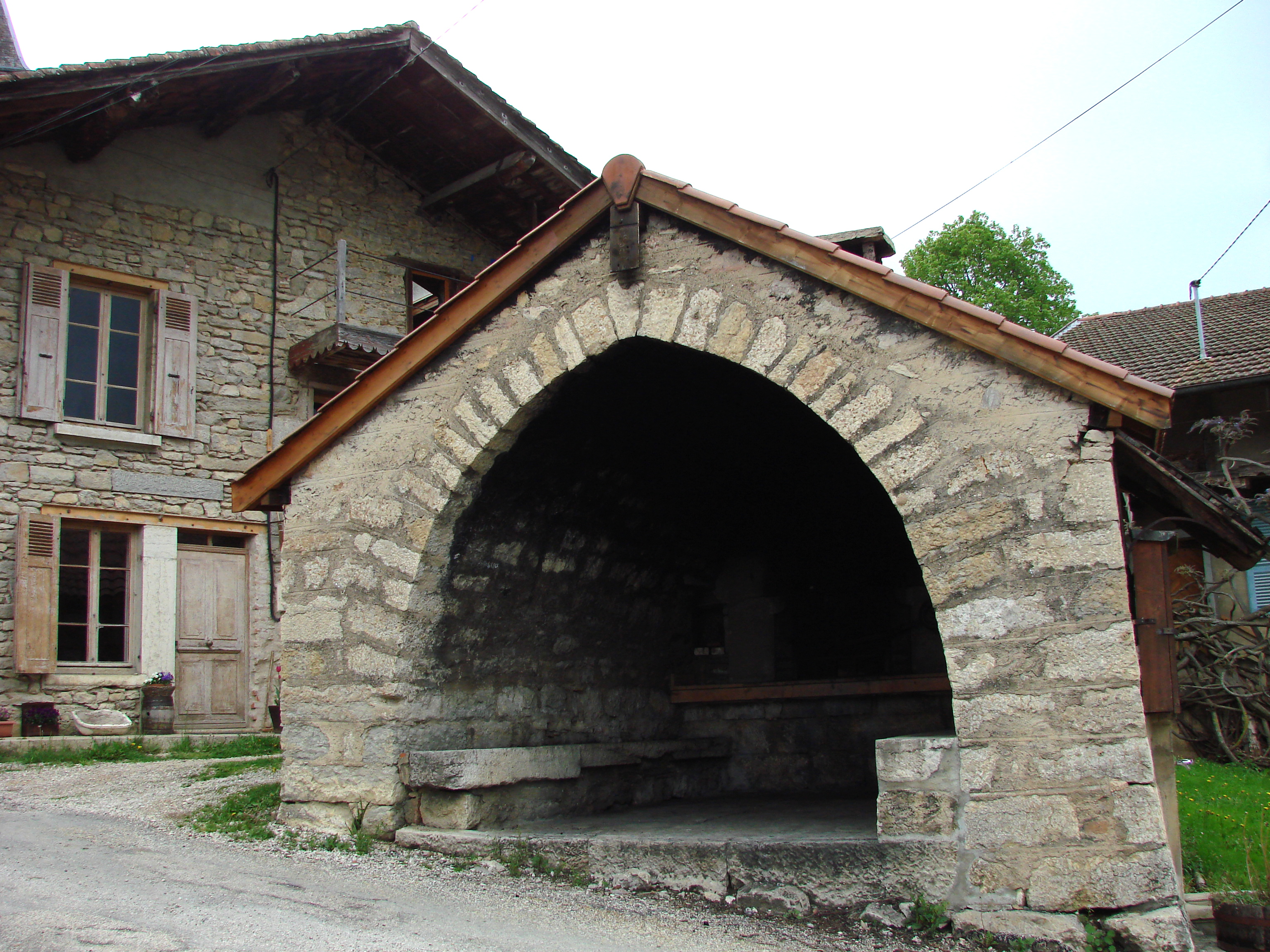
Le four à pain de Blanaz.
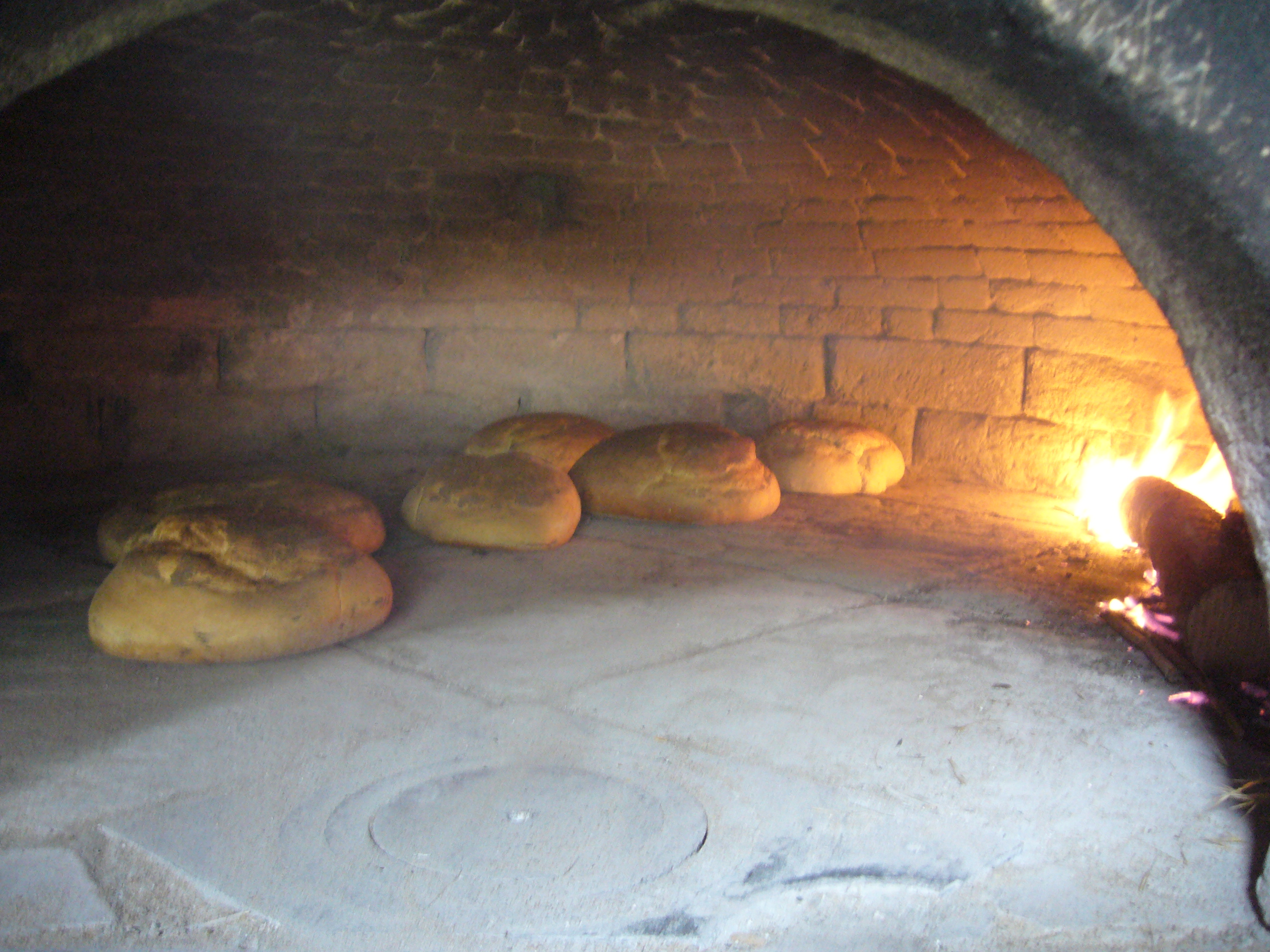
Sole et voûte du four de Chougeat.
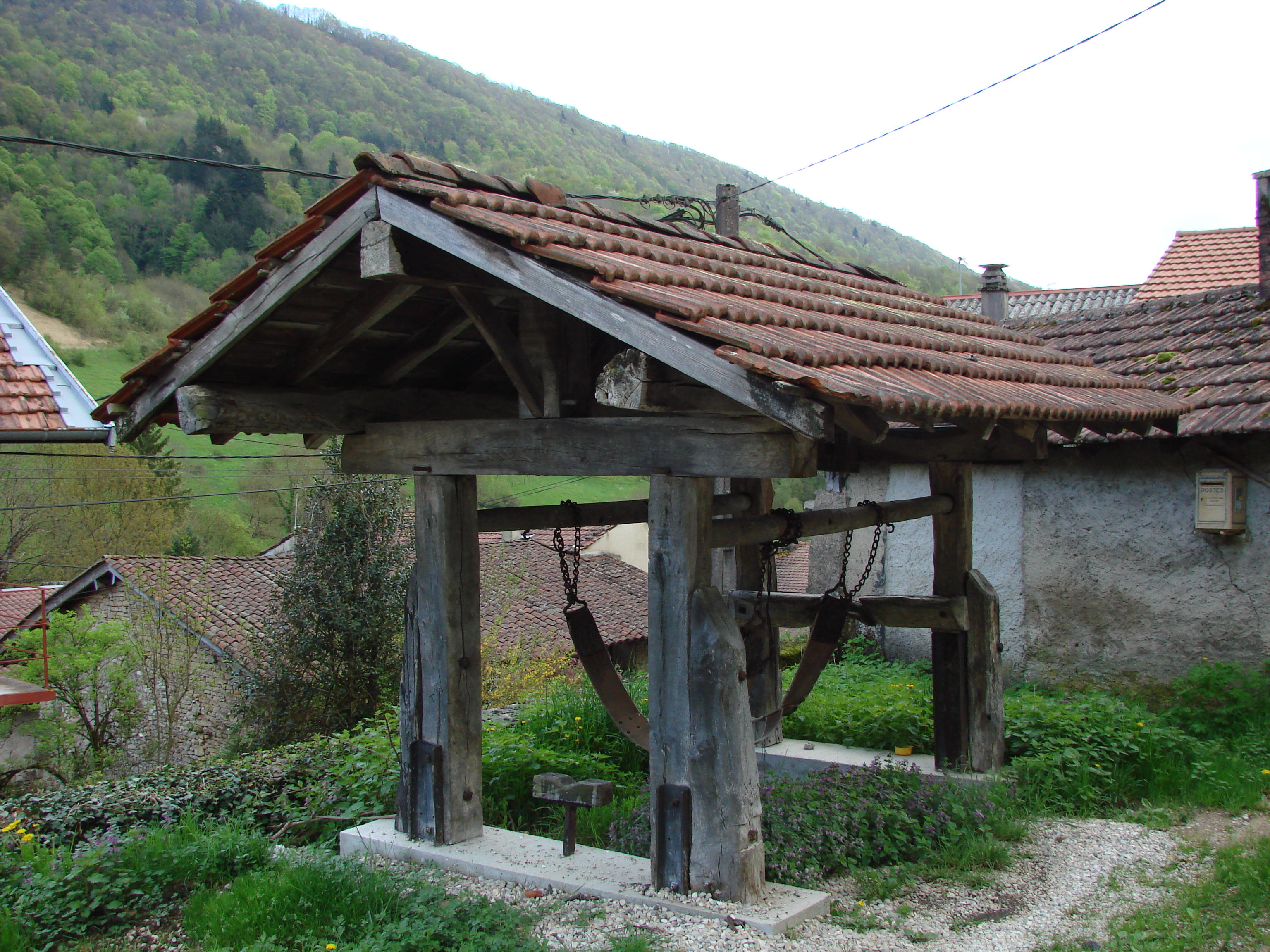
Le travail de Lupieu.

### Gastronomie
L'Ain est un haut lieu de la gastronomie. Outre le fait que le Bas-Bugey est la patrie de Jean Anthelme Brillat-Savarin (gastronome français et auteur de la Physiologie du goût, né le 2 avril 1755 à Belley), le Bugey compte nombre de spécialités gastronomiques : des fromages, des vins mais également des recettes.

#### Grandes tables du Bugey
De 1933 à 1937, le restaurant La mère Bourgeois à Priay, tenu par Marie Bourgeois, est le premier restaurant du département de l'Ain à obtenir les 3 étoiles du Guide Michelin.

#### Fromages du Bugey
- Le Chevret, également connu sous la dénomination tome de Belley.
- Le Ramequin fabriqué dans le canton de Saint-Rambert-en-Bugey, espèce de fondue locale de fromage
- Le Comté, dont la zone d'appellation d'origine contrôlée concerne un grand nombre de communes du Haut mais également du Bas-Bugey.
- Le Bleu de Gex : l'aire de fabrication de l’AOC Bleu de Gex empiète sur la région du Haut-Bugey.
- La Tracle, un mélange de fromage, d'alcool et d'aromate.

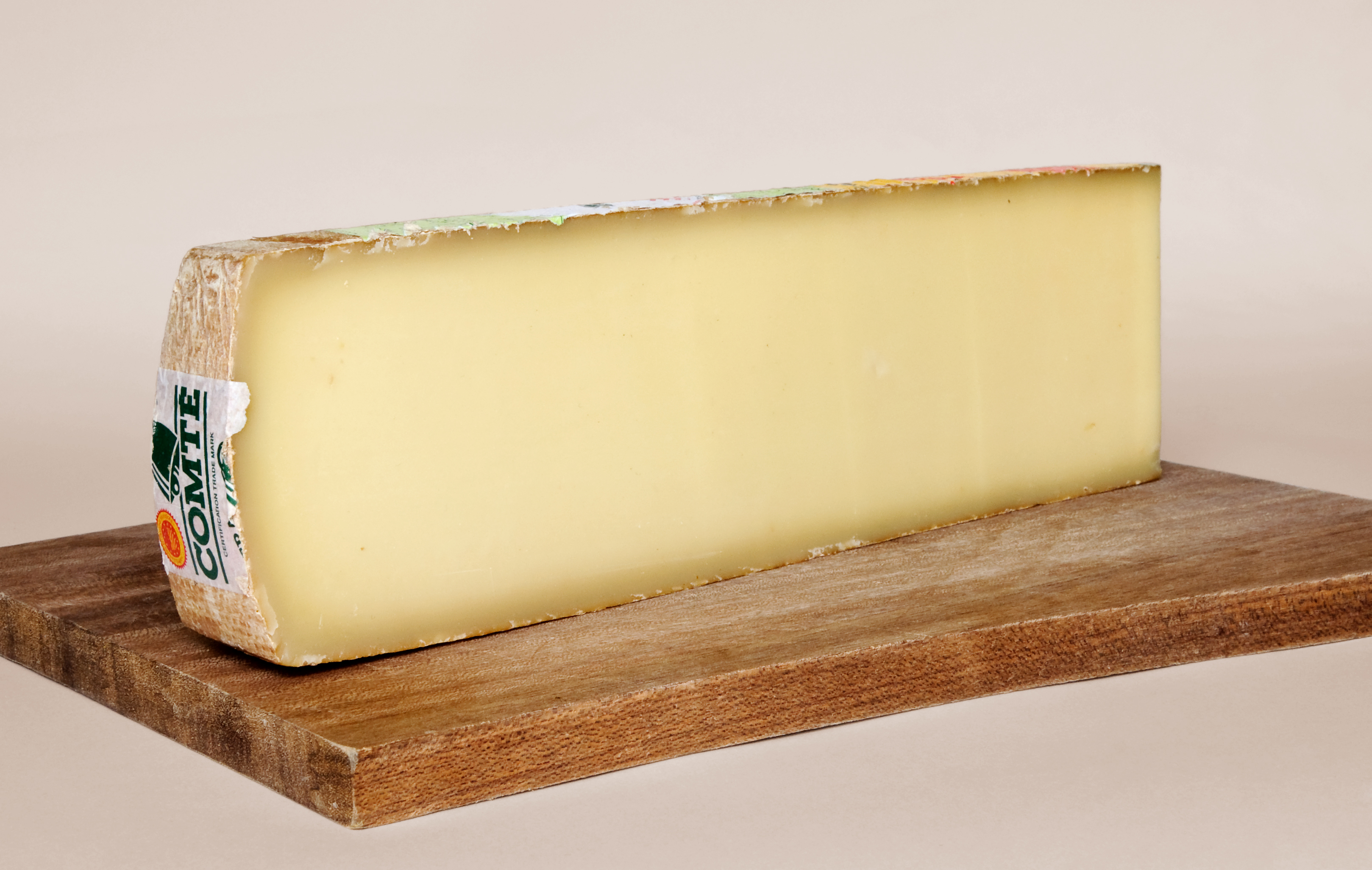
Le comté dont la zone AOC s'étend dans le Bugey.
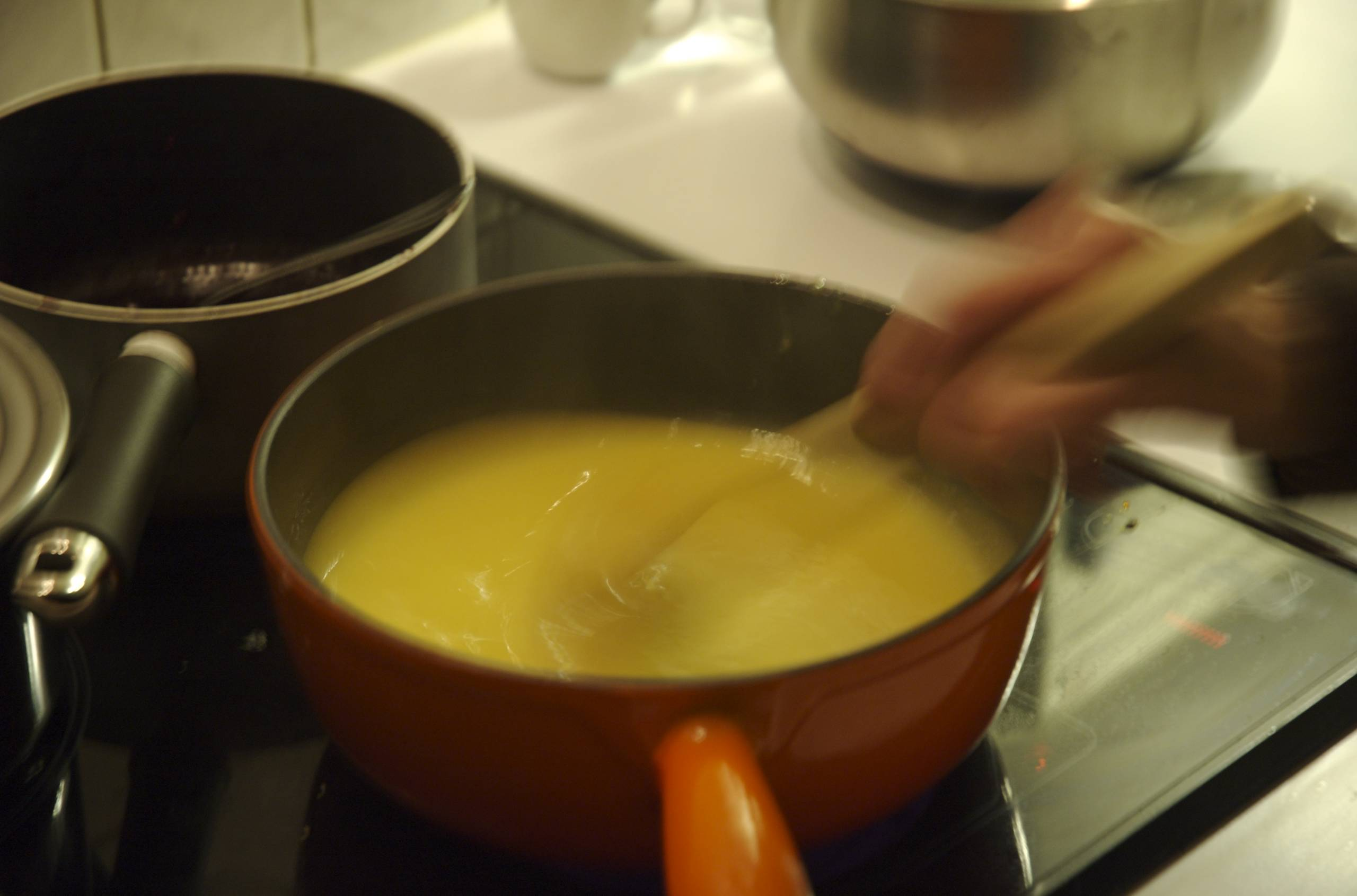
Préparation du ramequin, spécialité de Saint-Rambert-en-Bugey.
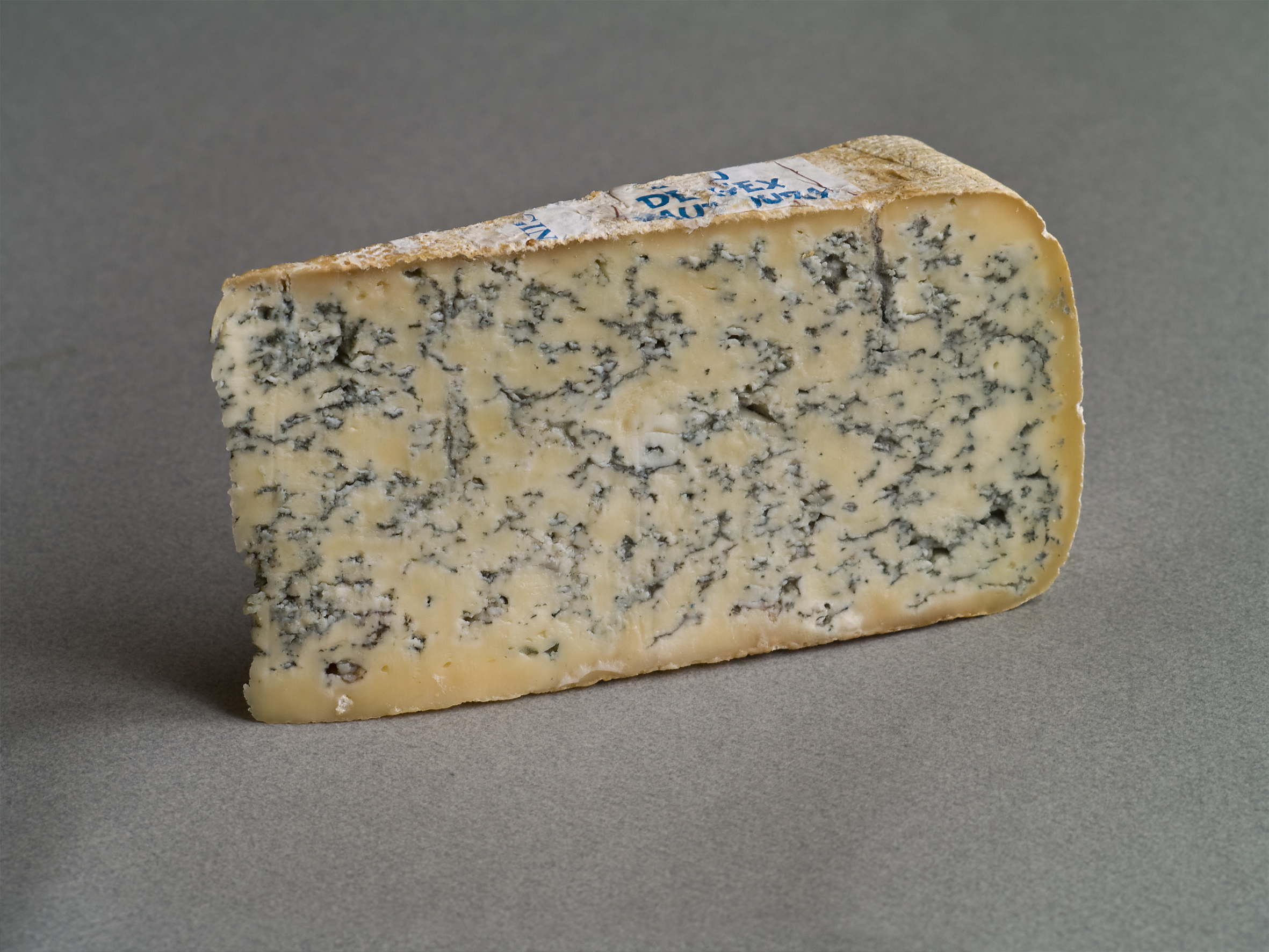
Le Bleu de Gex est également produit en Bugey.

#### Vins du Bugey

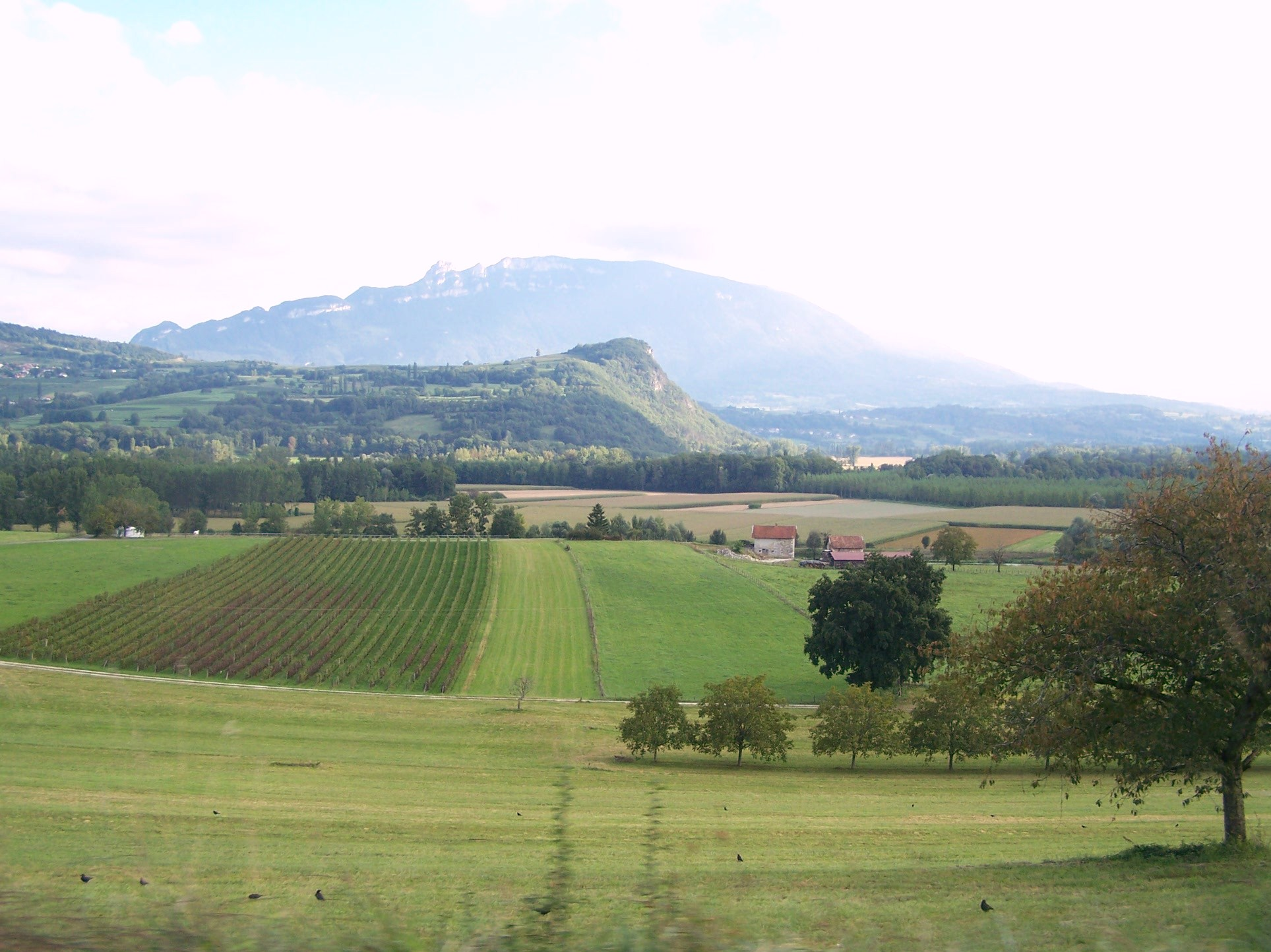
Vignoble d'appellation bugey
à Massignieu-de-Rives.

Le vignoble du Bugey compte trois appellations pour cinq dénominations géographiques :
- appellation Bugey[46], dont :
  - dénomination Cerdon,
  - dénomination Manicle,
  - dénomination Montagnieu ;
- appellation Roussette du Bugey, dont :
  - dénomination Montagnieu,
  - dénomination Virieu-le-Grand ;
- appellation Seyssel (en partage avec le vignoble de Savoie).

#### Alcool
Le marc du Bugey est un alcool issu de raisins distillés vieilli au moins 3 ans (bien que l'on puisse trouver des marcs de 30 ans d’âge) en récipients de bois avant d'être livré à la consommation.

#### Autres spécialités du Bugey
- Les bugnes, une petite pâtisserie de la famille des beignets, associée à la période de Mardi gras.
- Dans le Haut-Bugey, on peut citer la sauce Nantua dont le nom vient évidemment de la ville de Nantua ; elle accompagne principalement les quenelles (au brochet...etc)
- Une spécialité de Saint-Genix-sur-Guiers (Petit Bugey) : le Gâteau de Saint-Genix.
- Les diots du Bugey sont des saucisses fraîches finement hachées à base de porc. Réputées en Savoie et en Haute-Savoie, elles se consomment dans le Bugey arrosées de vin et cuites sur un feu de sarments de vigne[47].
- La tarte à la gomme est un flan sur une pâte briochée, spécialité de Valserhône.
- La tarte à la lie de noix, galette couverte de purée de pommes de terre et de poireaux cuits dans la lie de noix, spécialité de Peyriat et des communes environnantes.

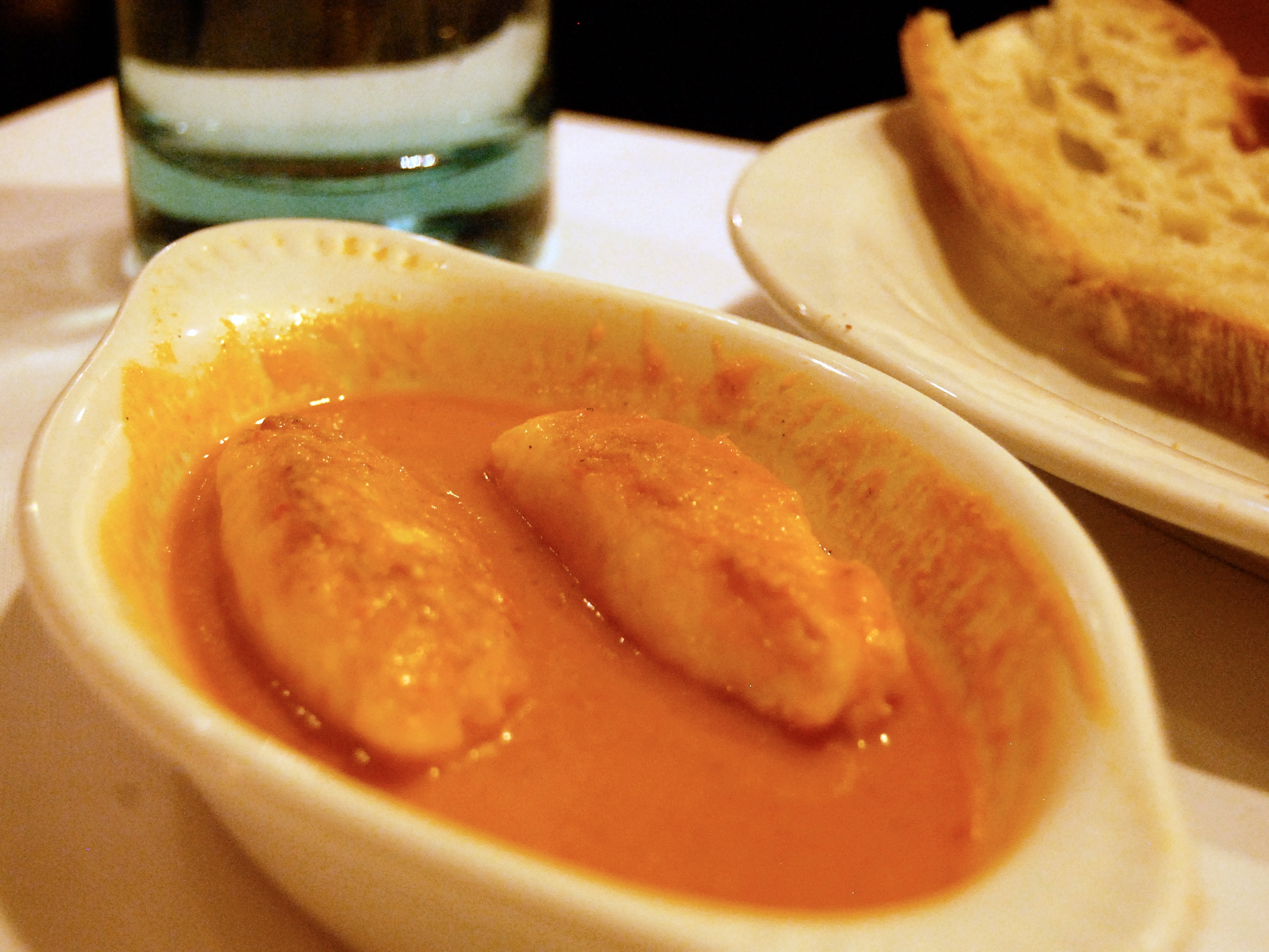
Quenelles sauce Nantua.
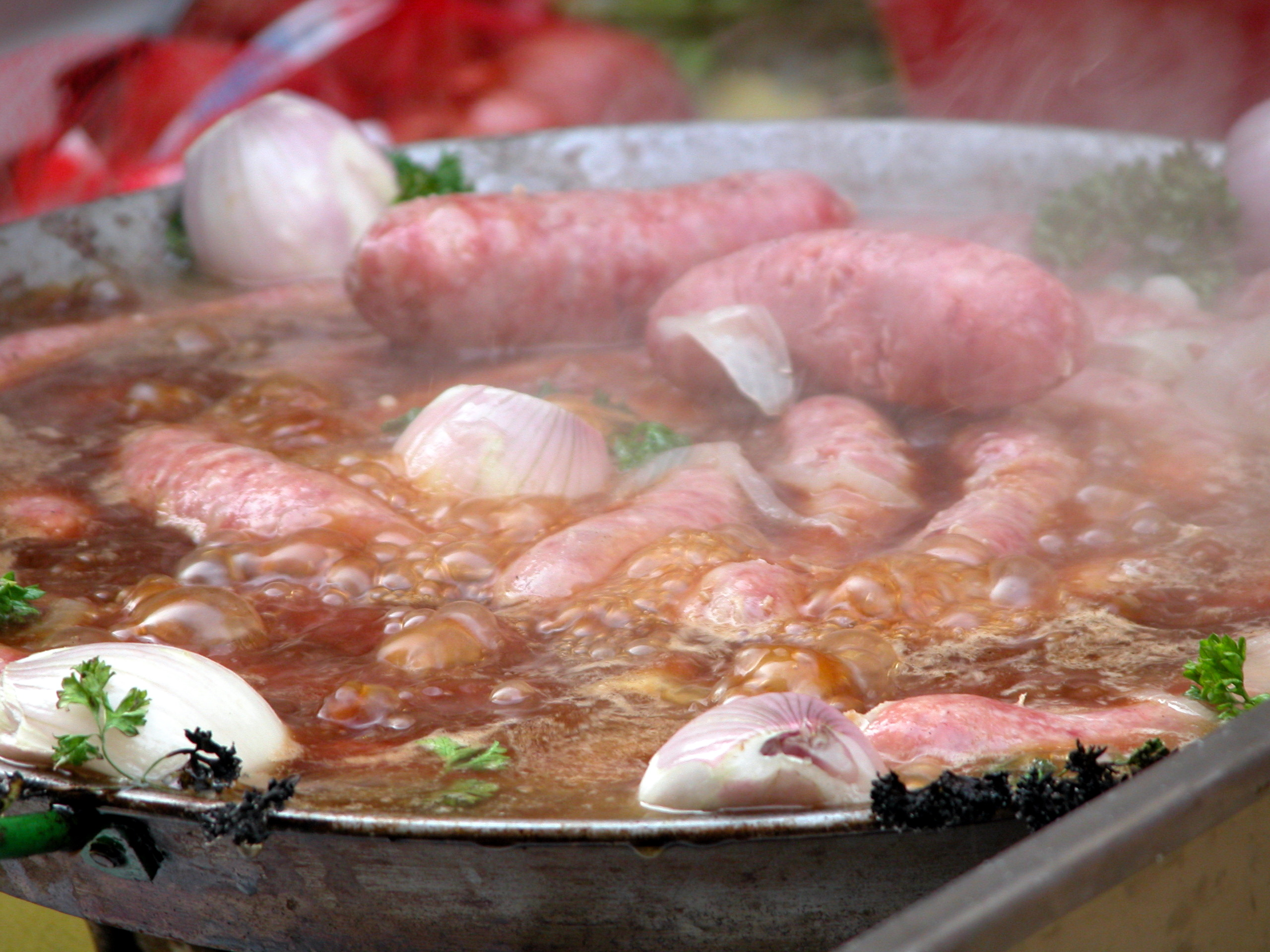
Diots bugistes.
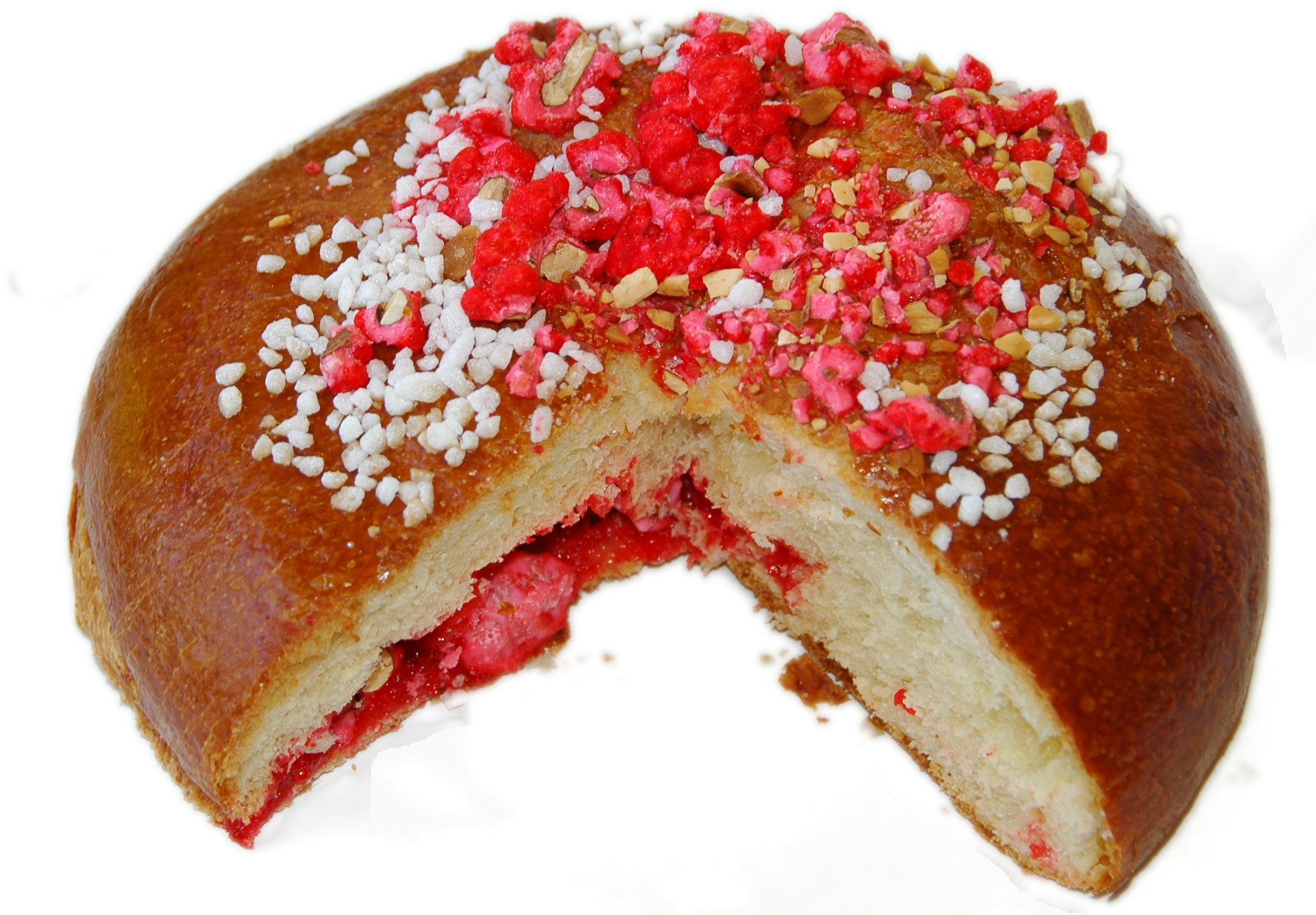
Gâteau de Saint-Genix.

### Le Bugey dans la littérature

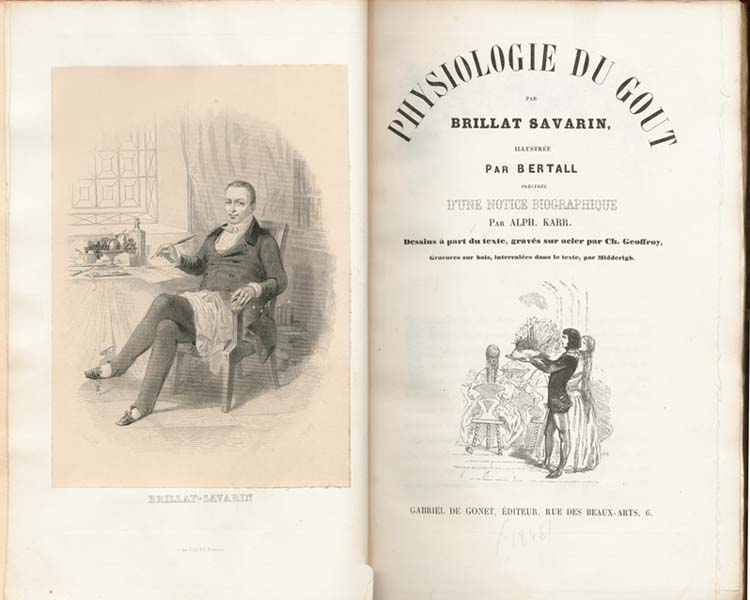
Frontispice de la Physiologie du goût avec un portrait de Brillat-Savarin (1848).

- Honoré de Balzac célèbre la beauté des paysages sauvages du Bugey dans[48] La Peau de chagrin :

« Raphaël ne supportait son fardeau qu'au milieu de ce beau paysage, il y pouvait rester indolent, songeur, et sans désirs. Après la visite du docteur, il alla se promener et se fit débarquer à la pointe déserte d'une jolie colline sur laquelle est situé le village de Saint-Innocent. De cette espèce de promontoire, la vue embrasse les monts de Bugey, au pied desquels coule le Rhône, et le fond du lac ; mais de là Raphaël aimait à contempler, sur la rive opposée, l'abbaye mélancolique de Hautecombe. »
— Honoré de Balzac, La Peau de chagrin
- Jean Anthelme Brillat-Savarin écrit à propos de Belley et du Bugey :

« Belley, capitale du Bugey, pays charmant où l'on trouve de hautes montagnes, des collines, des fleuves, des ruisseaux limpides, des cascades, des abîmes, vrai jardin anglais de cent lieues carrées […] »
— Jean Anthelme Brillat-Savarin, Physiologie du goût
- André Chagny imagine au XXe siècle dans Les Origines du Bugey : histoire et légende, une origine mythique au nom de Bugey pouvant se résumer ainsi :

« Bugia est la compagne de Bel, petit-fils de Noé. À l'occasion de leur départ à travers le monde, Japhet, le père de Bel, donne à Bugia un petit sachet en lui indiquant qu'elle doit l'ouvrir seulement quand ils auront trouvés le pays de leurs rêves. Après une longue route, Bugia et Bel arrivent dans un endroit plaisant qui séduit Bugia. Bel décide de nommer l'endroit du nom de sa bien-aimée ; alors, Bugia vide sur le sol le contenu du sachet et le lendemain matin, le Bugey s’éveille couvert de vignobles, de fleurs et d’arbres formant ainsi une nature luxuriante. »
— André Chagny, Les Origines du Bugey : histoire et légende
- Honoré d'Urfé, seigneur de Virieu-le-Grand, marquis du Valromey est l'auteur du premier roman-fleuve de la littérature française, L'Astrée. L'œuvre se déroule principalement dans le Forez, mais l'auteur est une figure historique du Valromey et donc implicitement du Bugey.
- Abraham de Vermeil, né à Cerdon vers 1555, est un poète baroque.
- Gertrude Stein et Alice B. Toklas se sont abritées à Bilignin, hameau de Belley, pendant la Seconde Guerre mondiale. L'action de Les Guerres que j'ai vues de Gertrude Stein se situe essentiellement à Bilignin.
- Roger Vailland habita le hameau Les Allymes et s'inspirera de la vie des paysans et des ouvriers du Bugey pour plusieurs de ses romans (qui ont tous fait l’objet d’adaptations pour le cinéma et la télévision) :
  - Un jeune homme seul, qui conte la lutte des cheminots d’Ambérieu (rebaptisé « Sainte-Marie des Anges » dans son roman) ;
  - Beau masque, qui romance la lutte des ouvrières de Saint-Rambert-en-Bugey ;
  - 325 000 francs", qui dénonce l’exploitation des travailleurs du plastique d’Oyonnax (« Bionnas » dans le roman).
- Maurice Renard place dans la campagne du Bugey l'intrigue de son roman Le Péril bleu.

### Lieux de mémoire
- Le Mémorial des maquis de l'Ain et de la Résistance est située sur la commune de Cerdon, situé dans le Haut-Bugey. Sa construction est décidée par l'Association des anciens du maquis de l'Ain présidée par le colonel Henri Romans-Petit et débute le 26 juin 1949 pour une inauguration le 29 juillet 1951[50]. Elle est financée par l'État français, le département de l'Ain et des dons privés. Le corps d'un maquisard inconnu y est inhumé lors d'une cérémonie présidée par Gaston Monnerville le 20 mai 1954 puis un cimetière réunissant 88 maquisards est ensuite créé puis inauguré le 24 juin 1956 par le Général de Gaulle. La citation de Louis Aragon issue du dernier vers de La Chanson du franc-tireur de Louis Aragon « Où je meurs renaît la Patrie » est gravée sur le monument[51].
- Le musée départemental d'Histoire de la Résistance et de la Déportation de l'Ain et du Haut-Jura est un musée situé à Nantua, en haut-Bugey, dont le thème est celui de la France durant la Seconde Guerre mondiale et plus spécialement l'histoire de la Résistance et des maquis de la région[52]. Il est inauguré le 12 août 1986[53].
- Le mémorial des enfants juifs exterminés d'Izieu est à la fois le lieu de l'arrestation des enfants d'Izieu, le 6 avril 1944, un mémorial dédié à leurs mémoires, et un monument historique.

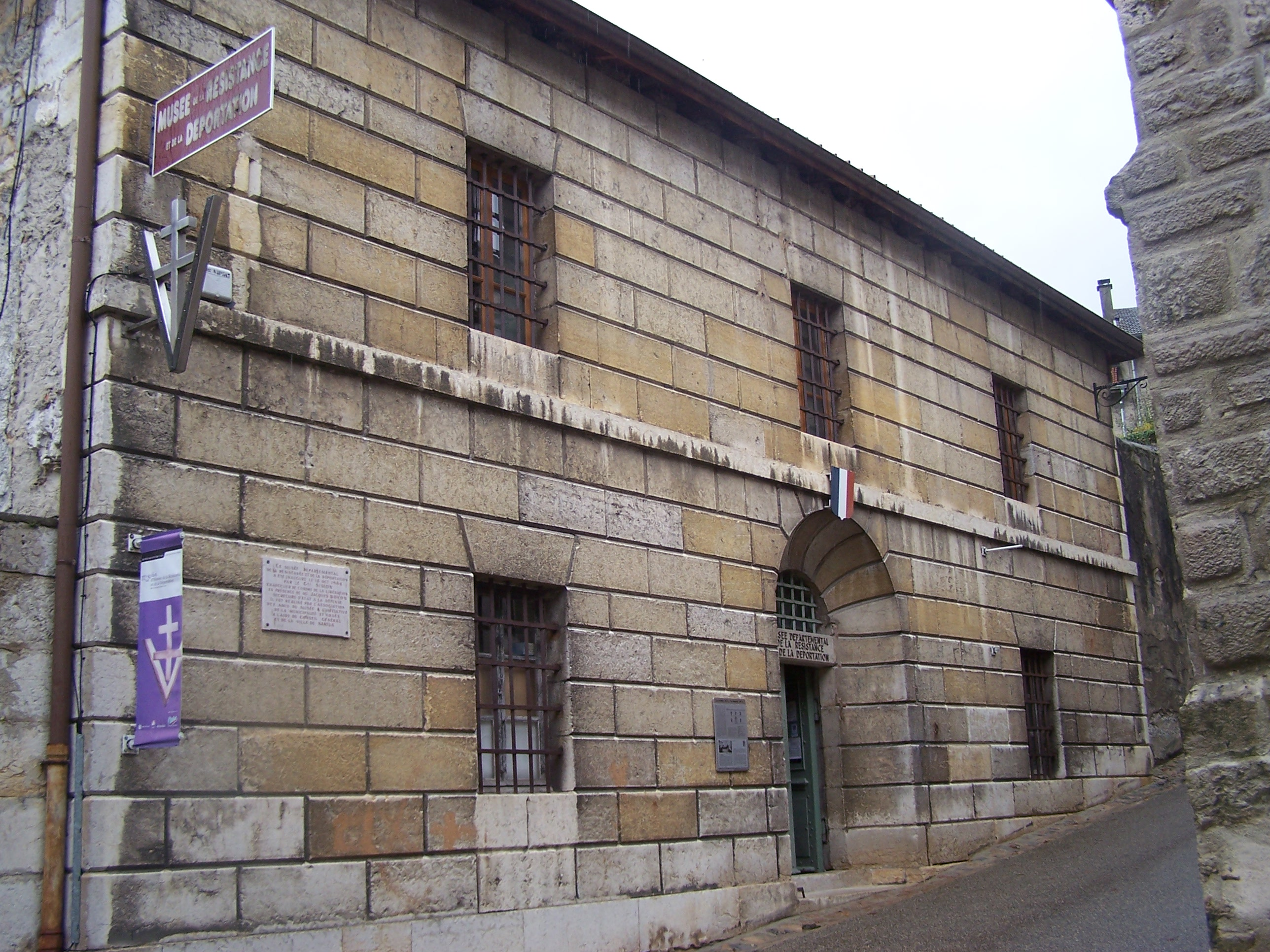
Le musée de la Résistance et de la Déportation à Nantua.
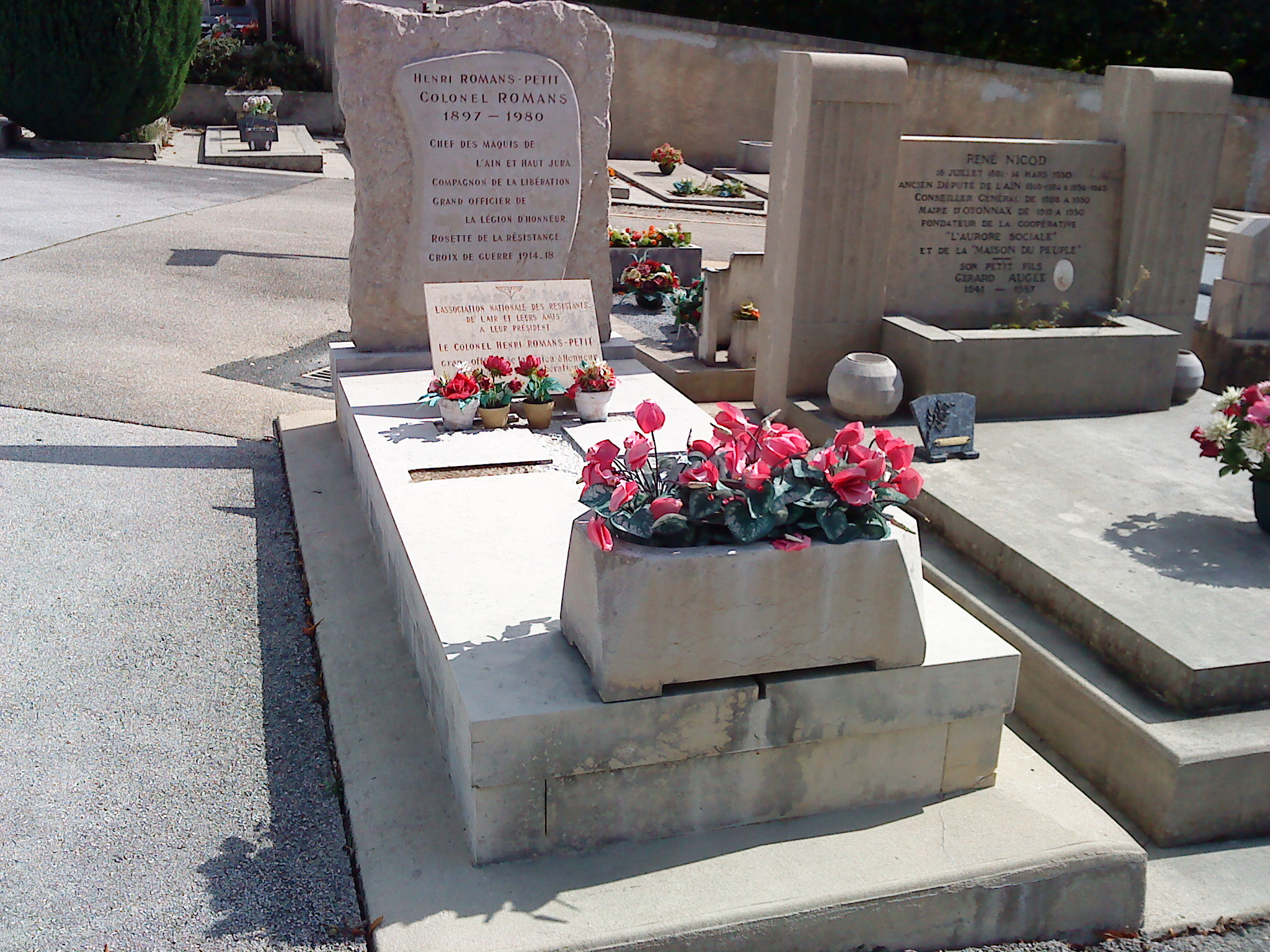
La tombe du colonel Romans-Petit à Oyonnax.
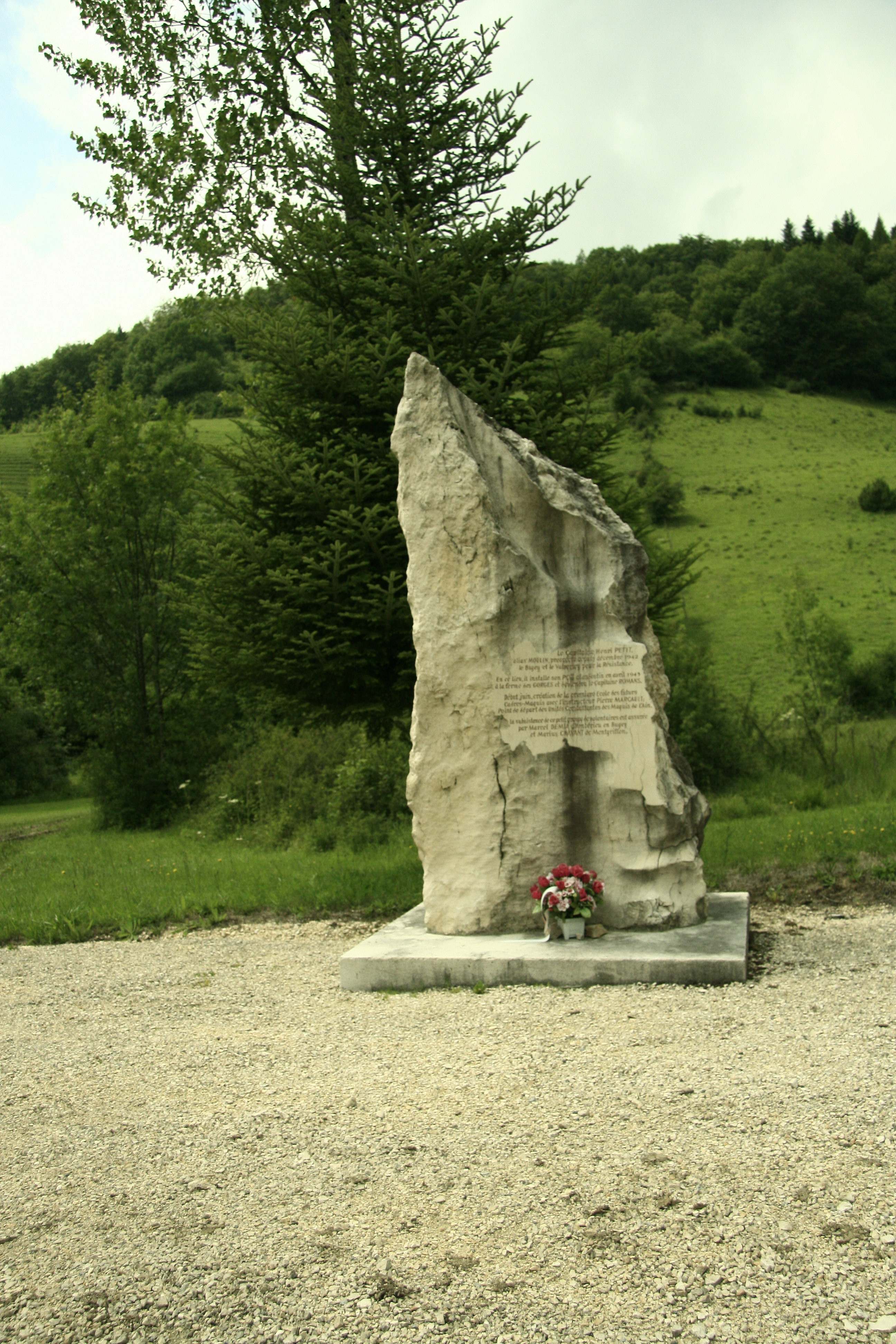
Stèle du maquis de l'Ain à Aranc.
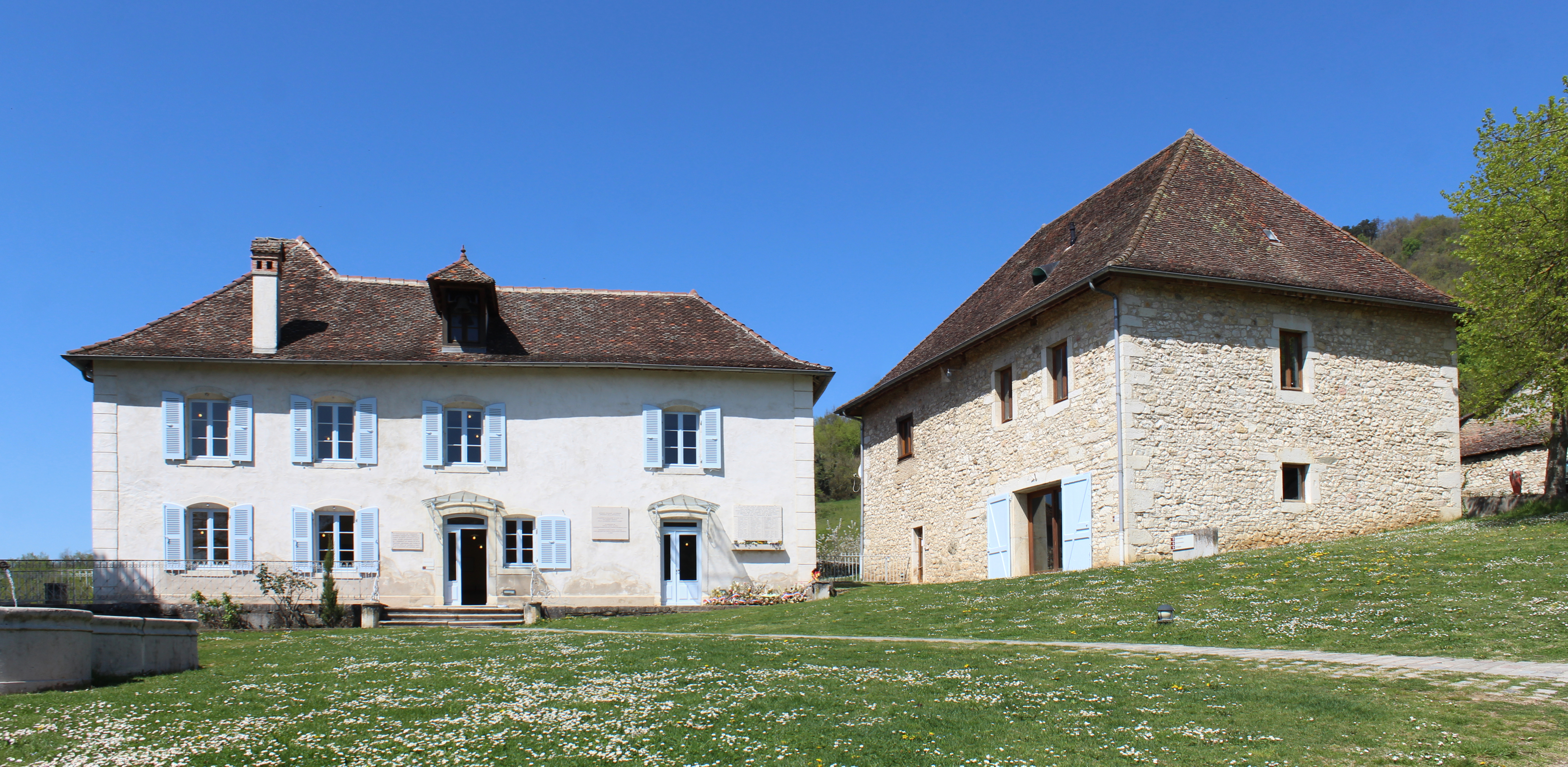
Maison mémorial des enfants d'Izieu.

- Château des Allymes
- Château de Saint-André-de-Briord
- Château de Montbel
- Château de Rochefort-sur-Séran
- Château de Varey à Saint Jean le Vieux
- Château de Thol à Neuville sur Ain
- Château de Varambon
- Château de Poncin
- Château de Pont d’Ain
- Château de Chenavel à Jujurieux
- Château de Lhuire à Jujurieux
- Château des Echelles à Jujurieux
- Château de Sénèche à Jujurieux
- Château du Tiret
- Château de Rossillon

## Données et statistiques

### Divisions administratives
Le Bugey fait partie du département de l'Ain. Sa division correspond plus ou moins à un des types de division administrative du département, l'arrondissement. En effet, le territoire du Haut-Bugey s'apparente fortement à celui de l'arrondissement de Nantua ; le territoire du Bas-Bugey à celui de l'arrondissement de Belley.
L’arrondissement de Nantua se compose de 62 communes réparties sur 5 cantons et 3 intercommunalités, pour une population totale de 93 000 habitants en 2023. Les villes les plus importantes sont : Oyonnax, Valserhône, Plateau d'Hauteville et Nantua. L'arrondissement de Belley regroupe 104 communes. Les villes les plus importantes sont : Ambérieu-en-Bugey, Belley et Lagnieu.

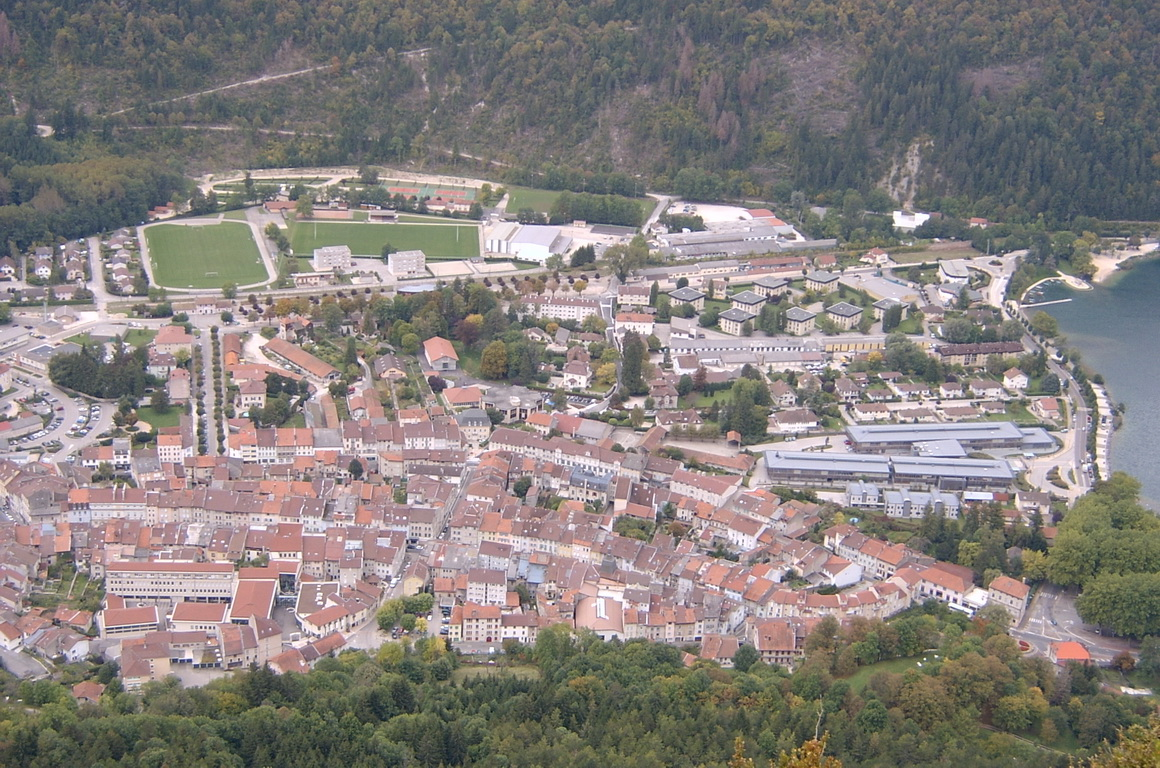
Nantua.
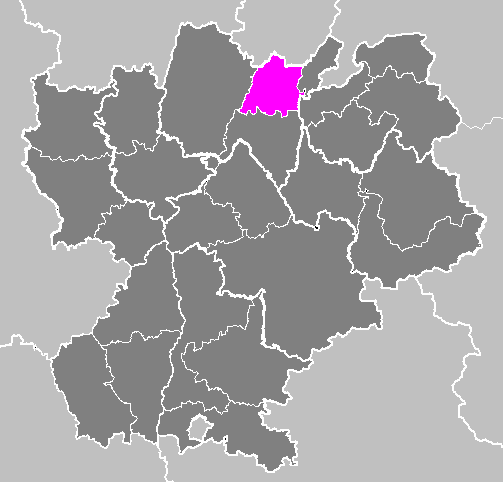
L'arrondissement de Nantua dans la région Rhône-Alpes.
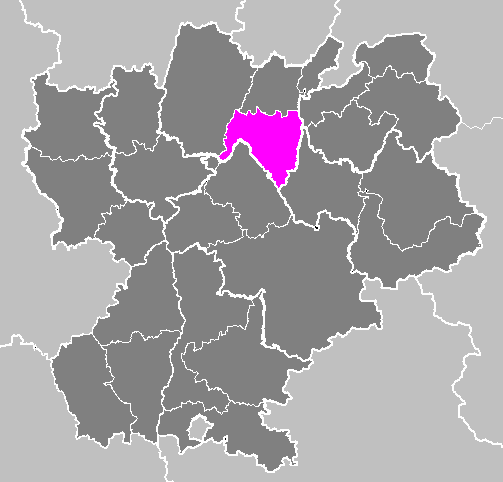
L'arrondissement de Belley dans la région Rhône-Alpes.
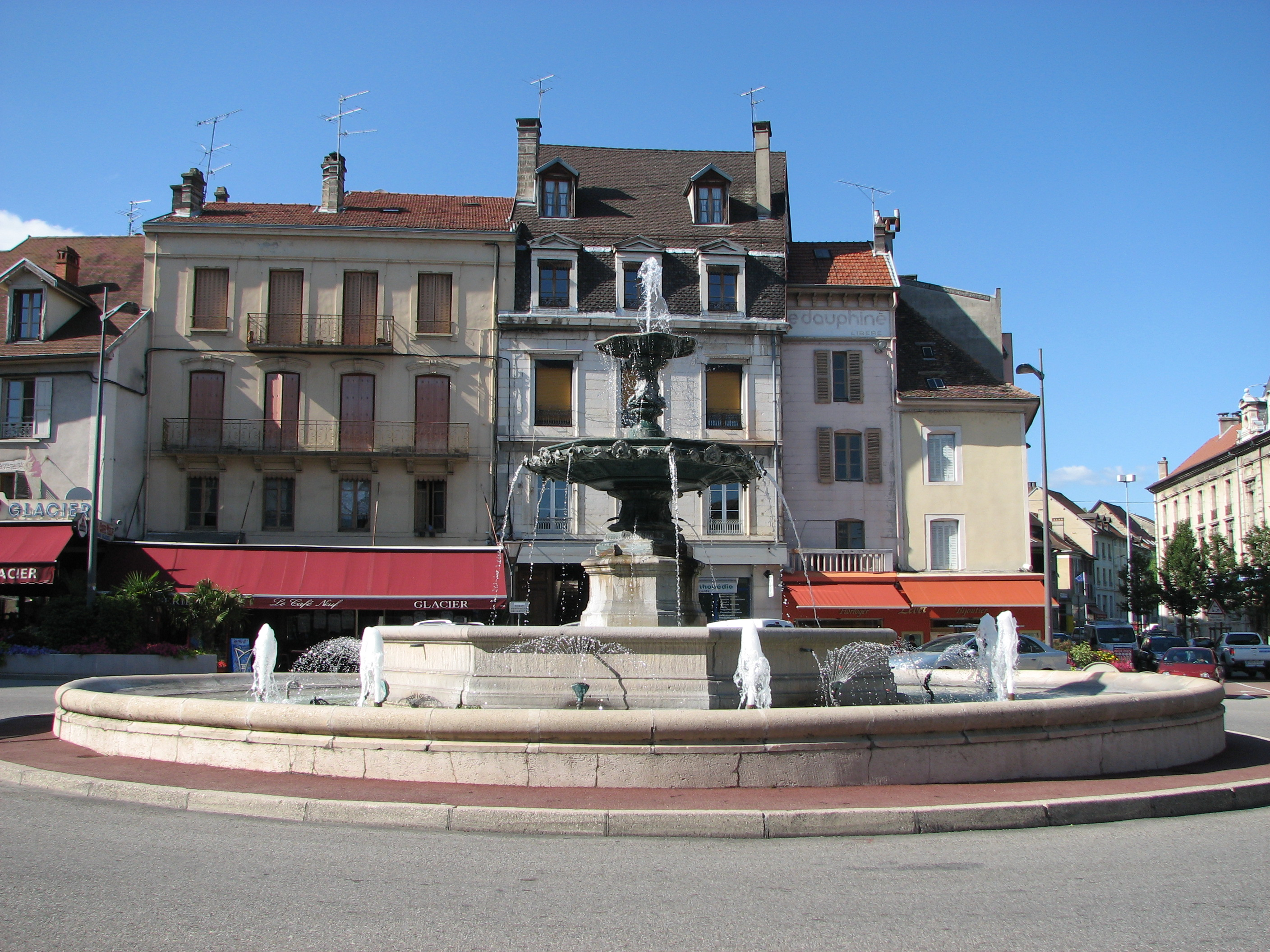
Belley

### Données démographique
| 1962    | 1968    | 1975    | 1982    | 1990    | 1999    |
| ------- | ------- | ------- | ------- | ------- | ------- |
| 114 658 | 123 963 | 131 940 | 139 703 | 151 163 | 160 758 |

| 2006    | 2007    | 2008    | - | - | - |
| ------- | ------- | ------- | - | - | - |
| 172 904 | 174 199 | 175 341 | - | - | - |